# プロイセン邦有鉄道
プロイセン邦有鉄道（プロイセンほうゆうてつどう、ドイツ語: Preußische Staatseisenbahnen）は、プロイセン王国が所有し運営していたプロイセンの国鉄である。日本語ではプロイセン官有鉄道、プロイセン国鉄などとも呼ばれる。プロイセンの邦有鉄道には独立した鉄道組織はなく、各鉄道管理組織が当初通商省の管轄下に置かれ、後にはそこから分割された公共事業省の管轄下に置かれていた。
ドイツでは、1871年にプロイセン王国・バイエルン王国・ザクセン王国・バーデン大公国・ヴュルテンベルクなどのドイツ語圏の多くの領邦からドイツ帝国が成立したが、それ以前に多くの領邦は独自に鉄道を有していた。各領邦の鉄道は、次第に運営上の協力を深めてはいったが、ドイツ帝国成立後も第一次世界大戦後までそれぞれに独立したまま運営された。

## 概要
プロイセンで最初の鉄道は、1838年に開業したベルリン-ポツダム鉄道（Berlin-Potsdamer Eisenbahn、後にマクデブルクまで開通してベルリン-ポツダム-マクデブルク鉄道Berlin-Potsdam-Magdeburger Eisenbahnとなる）で、これは私鉄であった。この鉄道は"Stammbahn"（幹線という意味）と呼ばれていた。プロイセン政府は1850年に初めて、王立ヴェストファーレン鉄道 (Königlich-Westfälische Eisenbahn-Gesellschaft) とプロイセン東部鉄道 (Preußische Ostbahn) に出資し、1875年にはプロイセン北部鉄道 (Preußische Nordbahn) と王立プロイセン軍事鉄道 (Königlich Preußische Militär-Eisenbahn) にも出資した。また大規模な鉄道構造物にも資金を出していた。
1866年の普墺戦争後、いくつかの私鉄が財務支援、買収、合併などによりプロイセン管理下に置かれた。1880年からは財政が好調であったために、1888年までの間に大規模な国有化が行われ、ほとんどの私鉄が買収された。
各鉄道はそれぞれ独立して運営され、独自に鉄道車両を開発し、運営組織も自身で決定していた。この際立った独立性は、プロイセンの鉄道網の発展状況にも現れており、1893年のベルリンの都市計画を見ても分かる。そこには、1882年以来東部鉄道のベルリン側のターミナル駅であったシュレージエン駅があり、そこから数百メートルほどの近さにあるがしかし別々にベルリン王立鉄道局中央工場と、東部鉄道のブロンベルク王立鉄道局中央工場が存在していた。
第一次世界大戦終結時点で、プロイセンの鉄道網の総延長は約37,500 kmに達していた。プロイセン邦有鉄道の歴史は、1920年にドイツ国営鉄道が各邦有鉄道を合併したことで終わった。

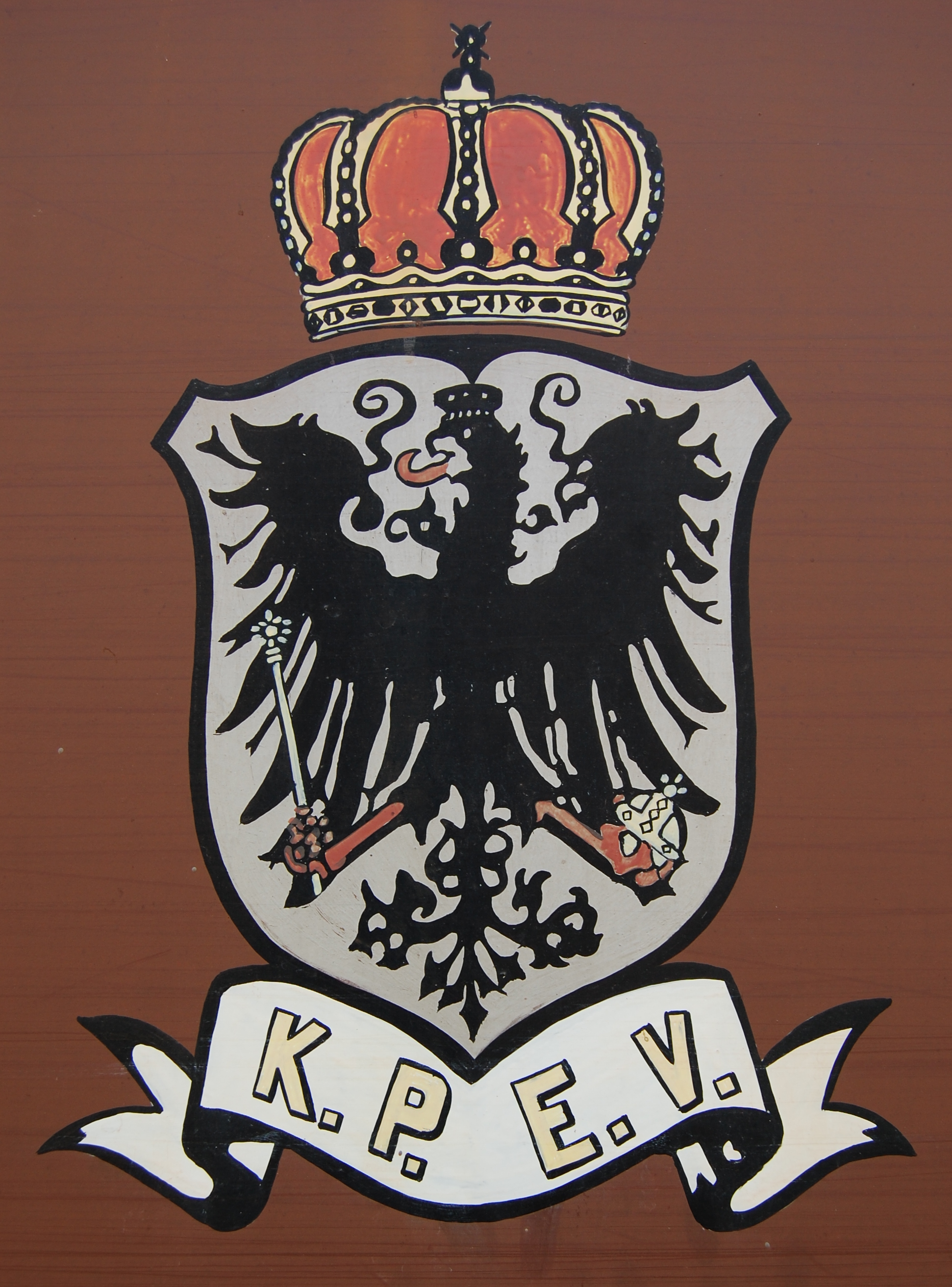
KPEVのロゴ

王立プロイセン鉄道管理局 (Königlich Preußische Eisenbahn-Verwaltung) という組織があったと思われていることもあるが、実際にはこのような名前の組織は存在したことがなかった。独立性の高い各鉄道を全体として指すときには単に邦有鉄道管理局と呼ばれていた。これは、ケルンの鉄道局が公式に作成したKPEVという略称入りのロゴマークが他の鉄道局にも広まって使われたために生じた誤解であるが、博物館などでプロイセン邦有鉄道の車両を修復した際にもこのロゴが使われることがある。

## 歴史

### 背景

#### 経済
当時のプロイセンには、単純化すれば2つの経済的に重要な地方があった。東部の広大な農業地帯と、ラインラントの大規模な工業地帯であった。そのどちらにとっても、交通手段はとても重要であった。人口の少ない農業地帯で生産された農産物は、人口の多い都市部へ輸送する必要があり、またラインラントの産業も原料の供給と生産した商品の搬出を行う必要があった。主に水運と馬車が用いられ、場合によっては馬車鉄道も利用できた。
プロイセンの経済はもはや自国内のみに留まらず、ますます輸出入が増加していくだろうと考えられた。海へ通じる主要な水路はオランダ領を通過するライン川であり、このために高い関税をかけられることになっていた。またこの時点で既にイギリスやアメリカ合衆国では、10年から30年程度の差をつけて進歩したばら積み貨物を運ぶ鉄道網が存在していた。このため、アメリカの穀物やイギリス・ベルギーの石炭や鉄鋼、その他の品物が、こうした効率的な交通機関のためにプロイセン国内産の物よりもプロイセンにおいて安くなってしまうことがありえた。
こうしたことから、東部からベルリンへ、さらに西へオランダ領のライン川の港を回避できるような経路で輸送できる鉄道がどうしても必要とされるようになった。さらに軍部は、東部のロシアとの国境までの鉄道を緊急に望んでいた。

#### 1848年までの政策

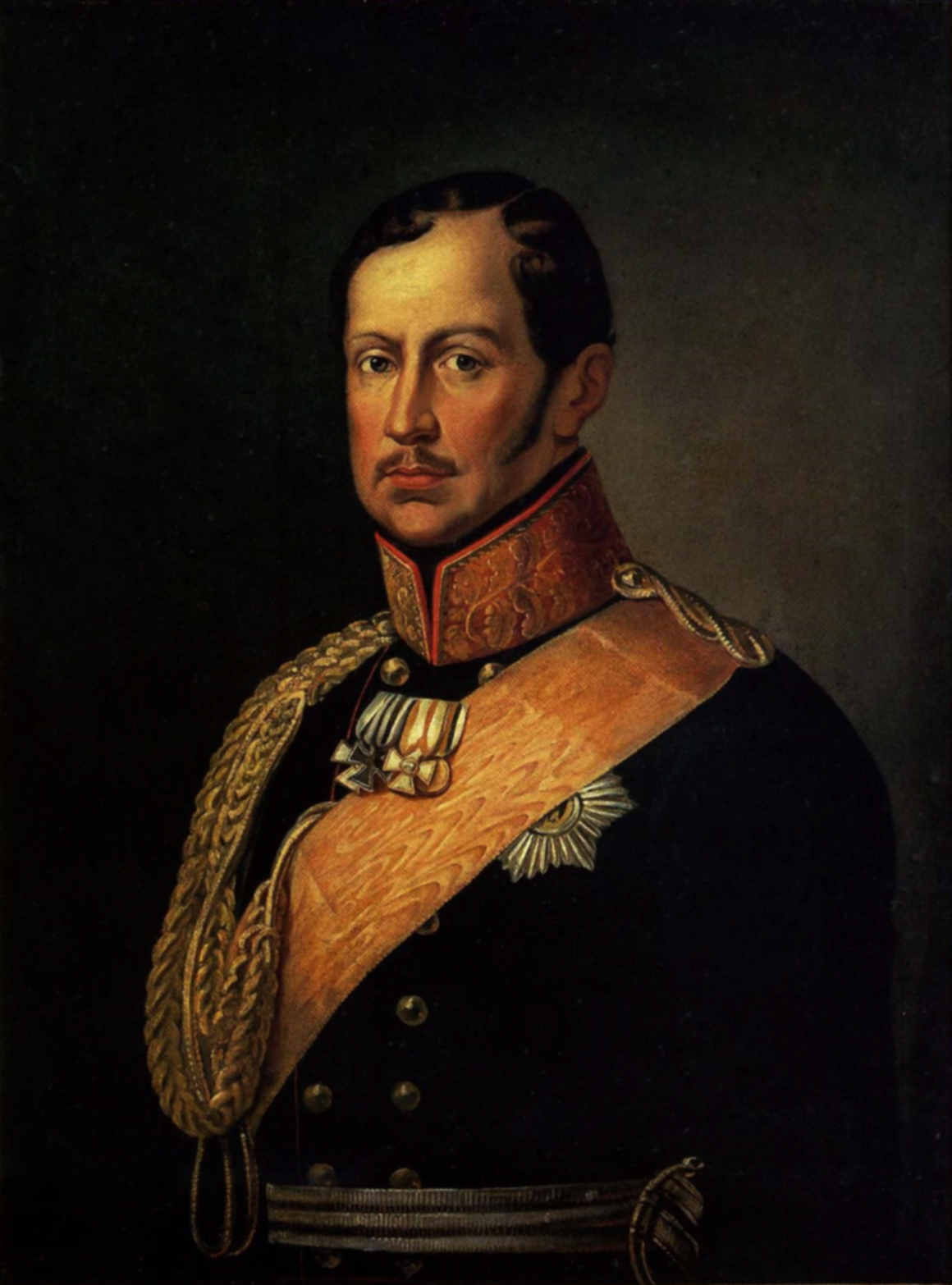
プロイセン王フリードリヒ・ヴィルヘルム3世

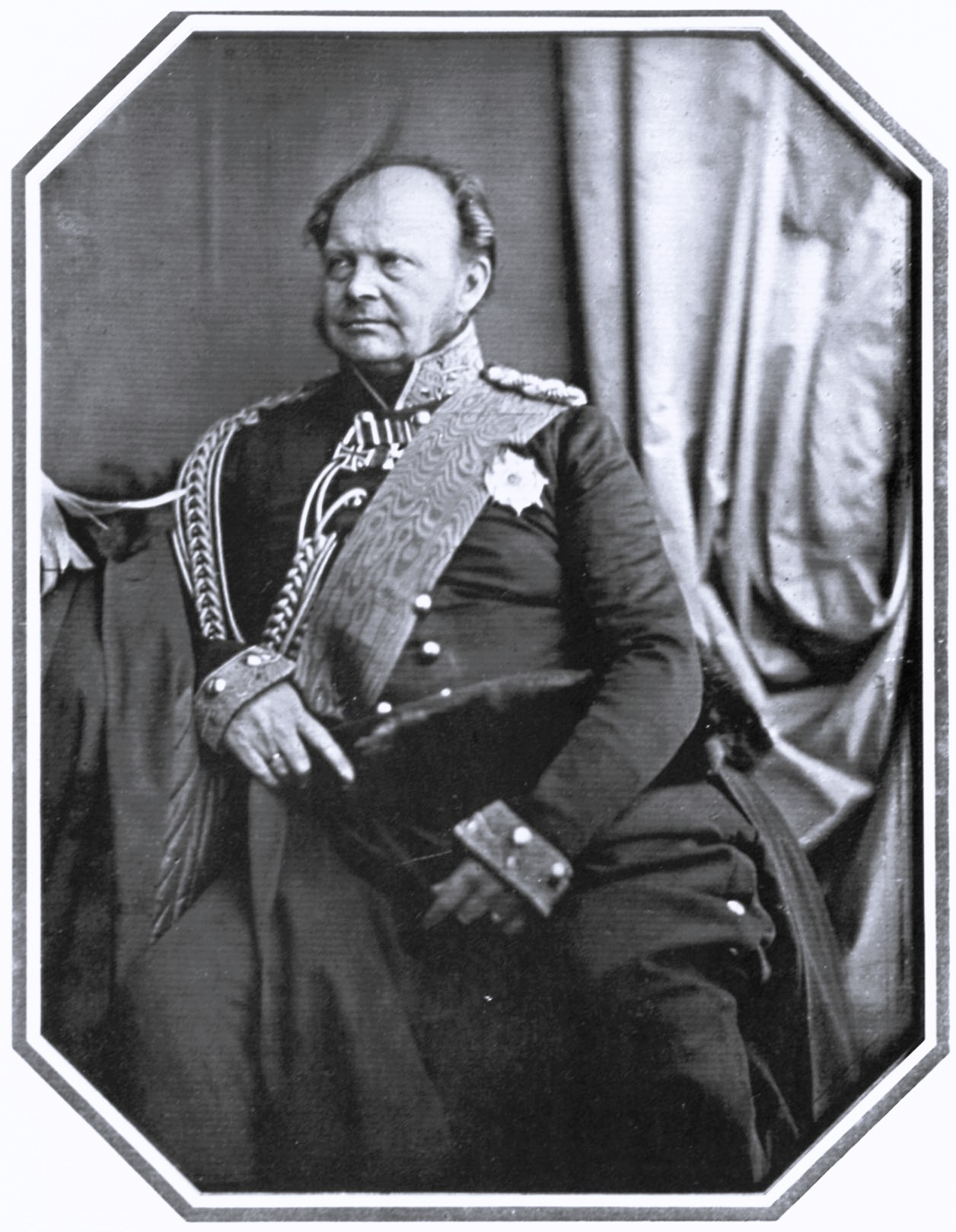
プロイセン王フリードリヒ・ヴィルヘルム4世

プロイセン国王フリードリヒ・ヴィルヘルム3世は鉄道に対してかなり懐疑的で、プロイセンで初めての機関車牽引による鉄道である、私鉄のベルリン-ポツダム鉄道の1838年の開業に際して、「ベルリンからポツダムまで何時間か速く行けたとしても、大した福利ではないだろう」と言ったとされる。
しかし、政治家の中には鉄道の必要性が急速に広まり、またプロイセンの軍部からはベルリンとロシア国境を結ぶ鉄道が望まれていた。これに対して障害となったのは、広範な鉄道網建設に必要な十分な資金がなかったことで、国による鉄道網建設は借金に頼るほかなかった。1820年1月17日の国家債務法により、国債の発行には国会の同意が必要とされていた。にもかかわらず、プロイセンでは国家全体の議会はまだなく、地方議会しかなかった。
このため、プロイセン政府はまず鉄道の建設に関して民間資本に頼ることになった。しかし政府は、鉄道に対して影響力を及ぼせるようにしようとし、あるいは後年買収することができるようにしようとした。このため、1836年にベルリン-ポツダム鉄道が国王の認可を得た際に、この機会を利用してプロイセン鉄道法 (Gesetz über die Eisenbahn-Unternehmungen) を制定して、適切な規制を行うようにされた。実際のところこの法律は、私鉄の建設を奨励しようとしたものであったが、この法律による規制にはかなり建設を妨げる効果があった。この法律の第42条は、30年後に政府は鉄道を買収することができるとしていた。この結果、私鉄はすべて商業的な目的で設立された。
王位を1840年に継承したフリードリヒ・ヴィルヘルム4世は、父と同様に自分の権力をあまり行使せず議会を尊重しようとし、長く躊躇った後に国会の開設を認めるに至った。しかし、政府側からの提案に対する投票を除いては、権限を与えなかった。この結果、議会は国王を譲歩させてより議会に権限を与えさせることを優先して、国王または政府が投票にかけた鉄道建設のための国債発行案を否決することになった。

### ハイトの時代 1848年-1862年

#### 国による初の鉄道建設

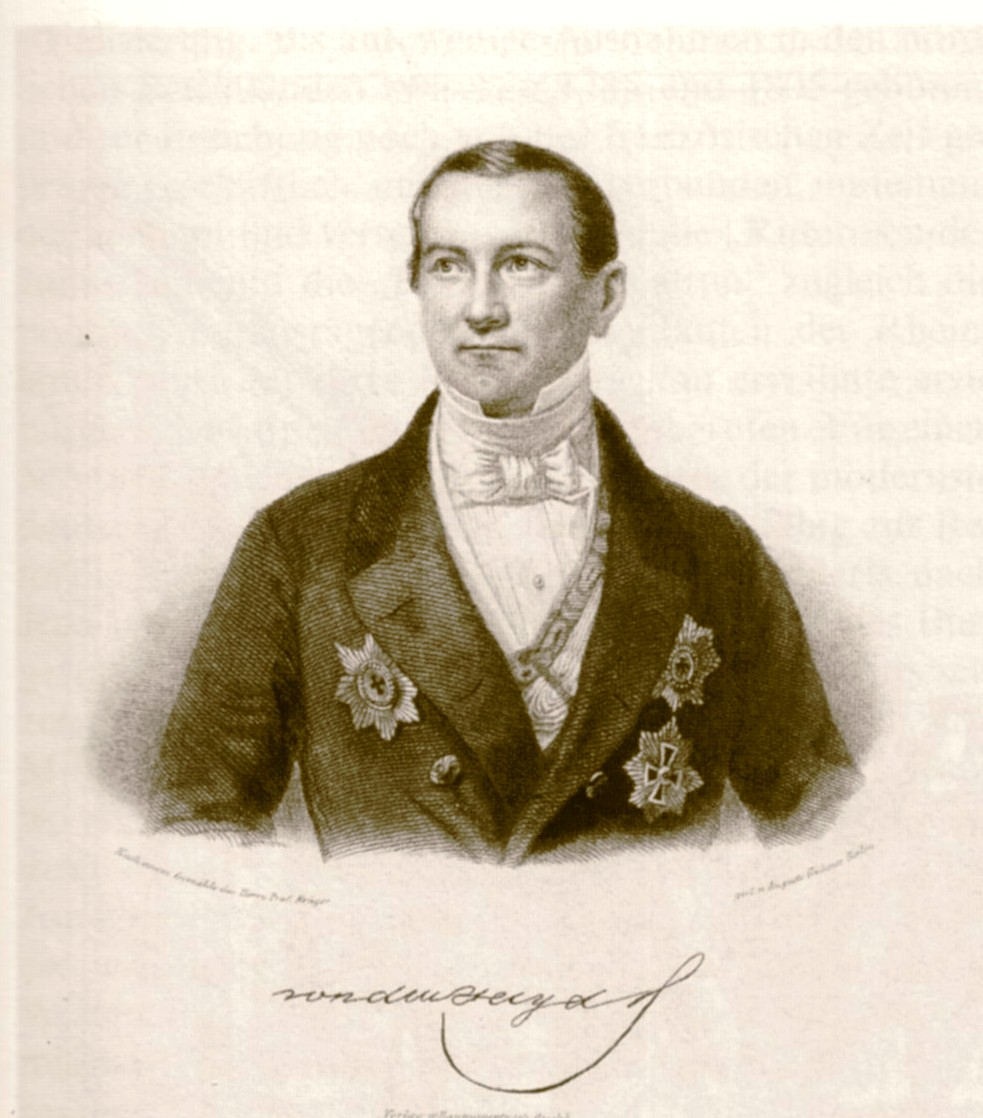
アウグスト・フォン・デア・ハイト

##### 東部鉄道

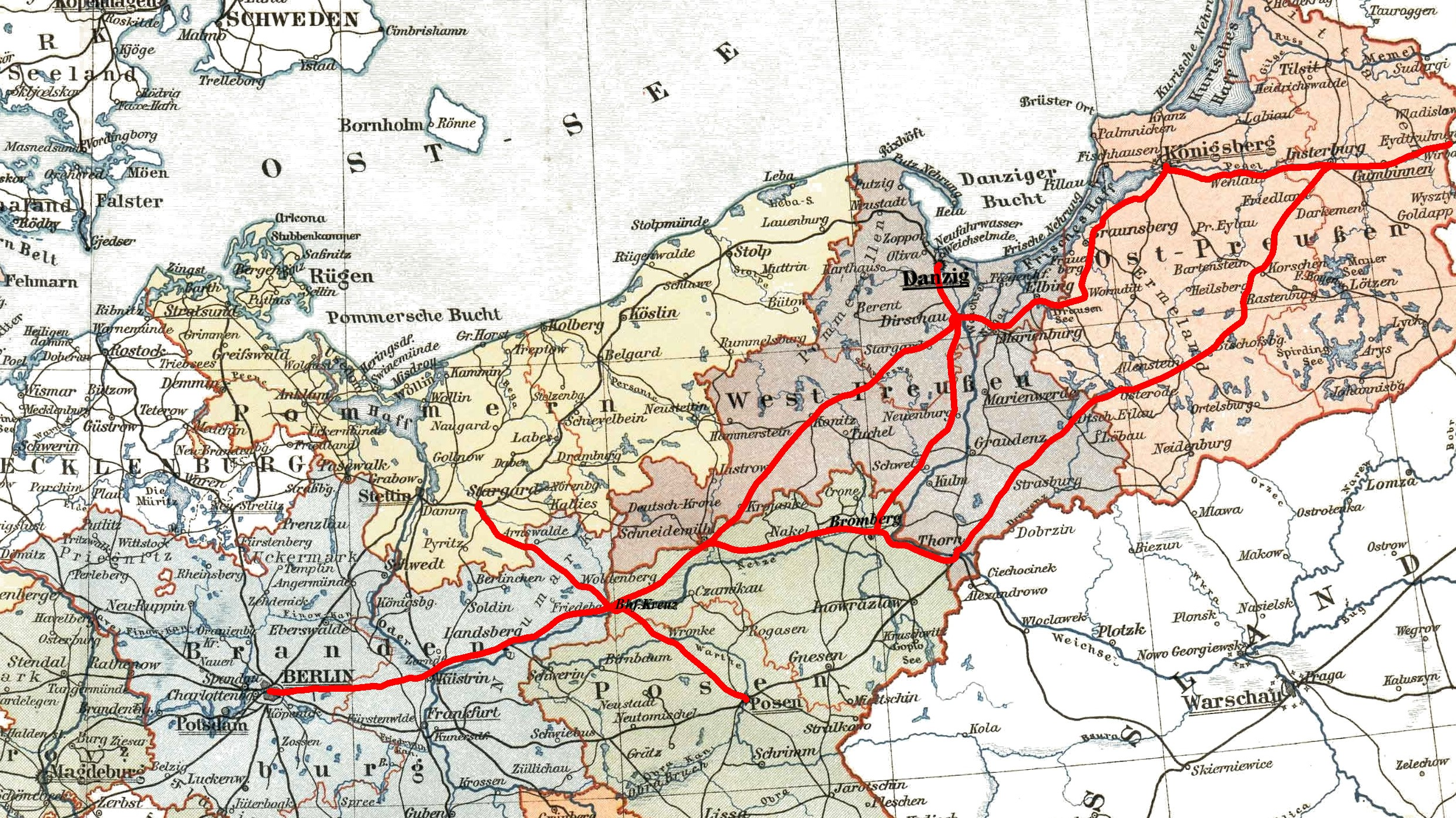
1873年時点のプロイセン東部鉄道主要路線

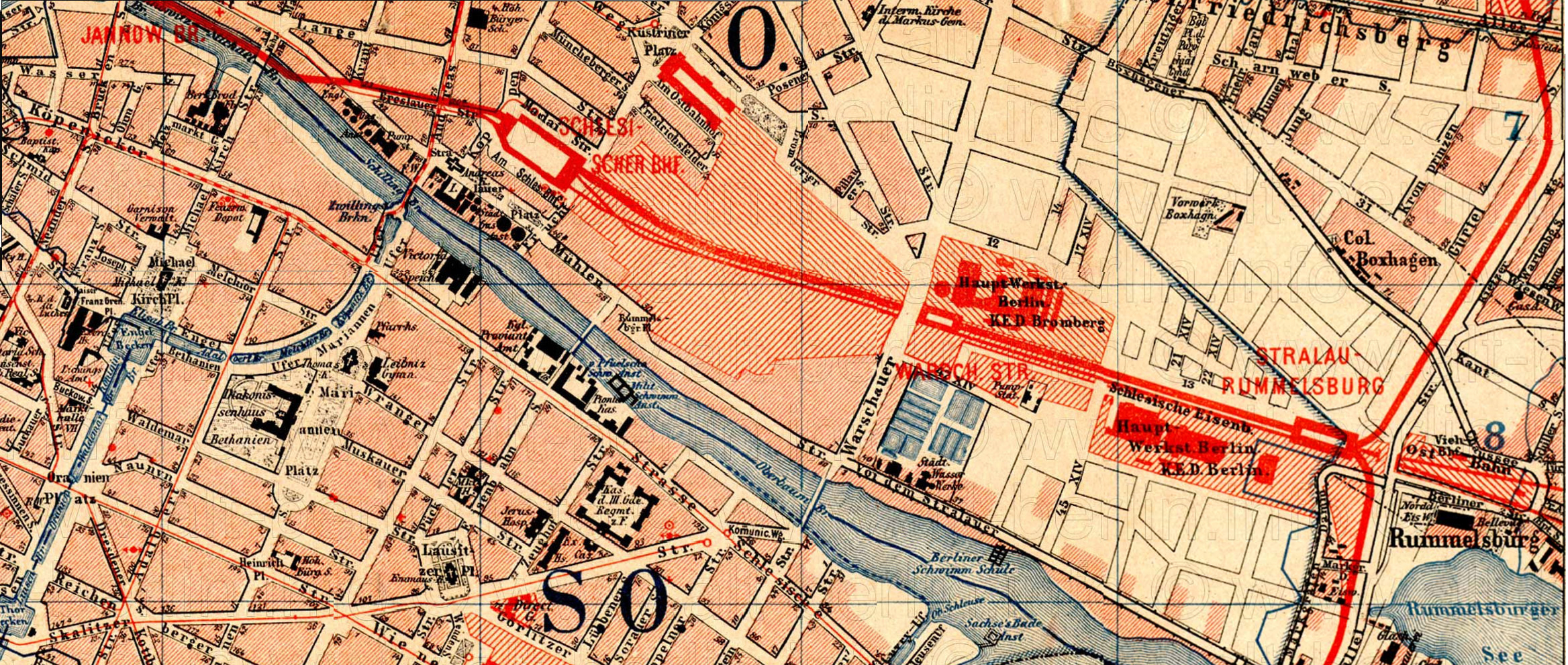
1893年時点のシュレージエン駅および旧ベルリン東駅

1845年になり、ヴィルヘルム4世は軍部からの、ロシアとの国境までの鉄道建設の要求を認めるに至った。これに関心を示す私鉄はなかったことから、ヴィルヘルム4世は「将来の社会を考慮して」プロイセン東部鉄道の建設準備を始めることにした。しかし国会は国債発行の提案を否決したため、建設は再び中止されてしまった。1847年4月に召集された国会でも、議員は3分の2の多数で東部鉄道計画のための国債発行提案を否決した。
1848年革命と、鉄道を所管する通商大臣に銀行家のアウグスト・フォン・デア・ハイト (August von der Heydt) が任命されたことで、初めて事態が動き始めた。1849年8月にハイトは東部鉄道建設の法案を提出し、1849年12月7日に可決された。これ以前の1849年11月5日には、ブロンベルク（ブィドゴシュチュ）に「王立東部鉄道管理局」(Königliche Direktion der Ostbahn) を設置した。そしてハイトは、東部鉄道の建設再開に漕ぎ着け、当初は鉄道基金からの資金を、後にはさまざまな資金を投じるようになった。
既に私鉄のシュタルガルト-ポーゼン鉄道 (Stargard-Posener Eisenbahn) が建設していたクロイツ駅（クシシュ・ヴィエルコポルスキ Krzyż Wielkopolski）から、まずシュナイデミュール（ピワ）を経由してブロンベルクまでの最初の145 kmの区間は、1851年7月27日に営業を開始した。計画されていた区間の残りは順次開通し、最終的にベルリン東駅からシュトラウスベルクを経由してグーゾウ (Gusow) までの区間が1867年10月1日に開通した。これは、ベルリン - ダンツィヒ（グダニスク） - ケーニヒスベルク（カリーニングラード）を結ぶ740 kmにおよぶ鉄道路線で、さらにインステルブルク（チェルニャホフスク）を経て国境のアイトクーネン（チェルニシェフスコエ Tschernyschewskoje）まで続いていた。これに加えて、多くの並行路線や短絡路線が建設され、東部鉄道は1880年3月の時点までに2,208 kmが建設された。これはプロイセン邦有鉄道の中でも重要な路線網であった。

##### 王立ヴェストファーレン鉄道

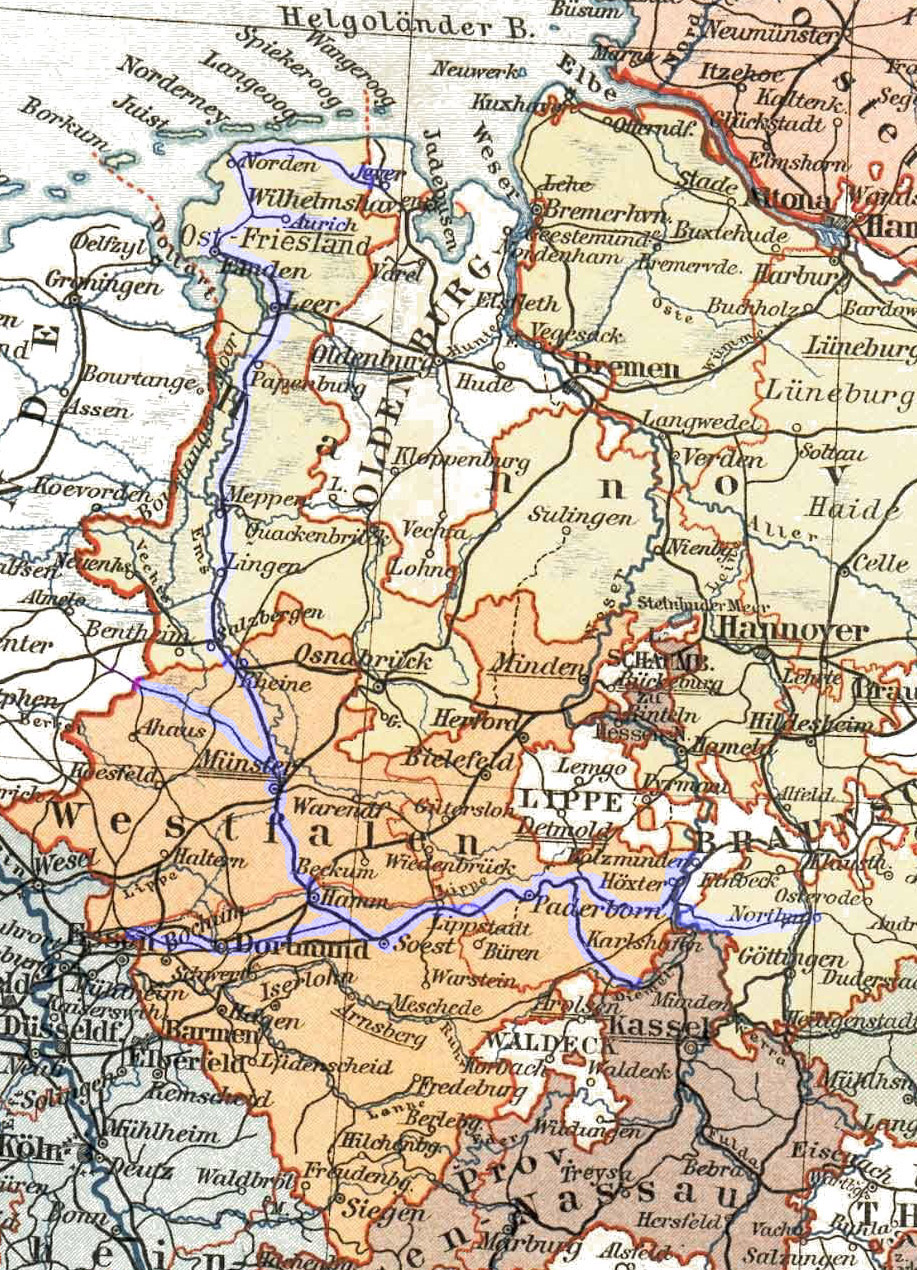
1880年時点の王立ヴェストファーレン鉄道網

1848年に開通した、海港方面へ向かうミュンスター - ハム鉄道 (Münster-Hammer Eisenbahn-Gesellschaft) と、その当時建設中であったケルン - ミンデン - テューリンゲン連絡鉄道の間の、ハム - リップシュタット (Lippstadt) 間の32 kmの空隙を連絡するために、1850年に王立ヴェストファーレン鉄道を邦有鉄道として建設することが決定された。ラインからエムデン方面へのエムスラント線 (Emslandstrecke) を始めとする私鉄の買収および独自の新線建設により、最終的に王立ヴェストファーレン鉄道の全長は約600 kmに達した。

##### ザールブリュッケン鉄道
1847年末に王立ザールブリュッケン鉄道建設委員会は、プファルツ地方とフランスを結ぶ鉄道の建設を計画した。1852年5月22日の布告により、「王立ザールブリュッケン鉄道管理局」(Königliche Direction der Saarbrücker Eisenbahn) が設立された。1852年11月16日に、バイエルンとの境界にあるベックスバッハ (Bexbach) からノインキルヒェンを経由してフランスとの国境のザールブリュッケンへ至る37 kmの鉄道が営業を開始した。

#### 私鉄の買収

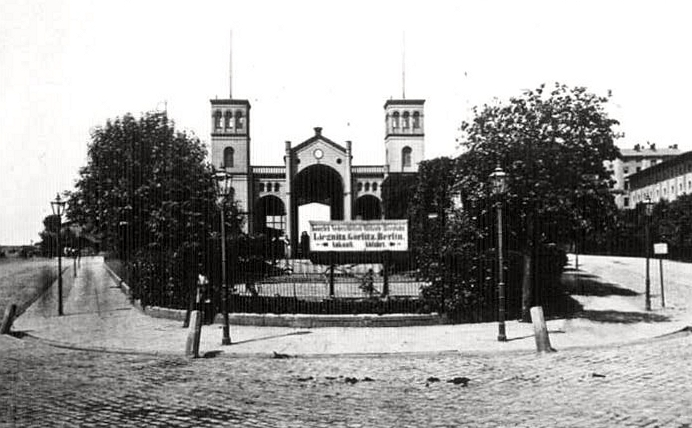
ブレスラウ（ヴロツワフ）のニーダーシュレージエン-マルク駅、1880年

通商大臣アウグスト・フォン・デア・ハイトの下、これから1859年までの数年にわたり、さらに活発な邦有鉄道政策が続いた。ハイトや財務大臣のダーフィト・ハンゼマンは自由主義者であったが、しかし完全に営利目的の鉄道は経済全体にとって好ましくない結果をもたらすという考え方を支持していた。ハイトはプロイセン鉄道法の適切な条項に基づいて、財務的に困難な状態に陥った私鉄を買収していったが、これはプロイセン王国領内に留まらず、隣接するドイツ諸邦にも及んだ。
1846年に設立されたシュタルガルト-ポーゼン鉄道は、シュテティーン（シュチェチン）とポーゼン（ポズナン）という2つの州都を結ぶ170 kmの単線鉄道路線を建設していた。初期の収益が期待したほどにはならなかったため、国家がこれに介入して1851年にブロンベルクの王立東部鉄道管理局の管理下に置いた。また同様にオーバーシュレージエン鉄道も1857年に国の管理下に入った。国有化の最後の日付として1883年1月1日や1886年7月1日を挙げることができるが、それでもいくつかの私鉄は存続した。
ニーダーシュレージエン-マルク鉄道 (Niederschlesisch-Märkische Eisenbahn) に関しては、プロイセン政府は1850年にその株式の一部を買収して営業を管理下におき、続いて1852年に全資産を買収した。政府による買収で、ニーダーシュレージエン-マルク鉄道は単に鉄道営業事業としてだけではなく、政府の鉄道政策の道具ともなった。政府の支配下となったニーダーシュレージエン-マルク鉄道の技術・運営上の能力は、他の鉄道の建設や運営にも役立てられることになった。その運営能力により、政府の指令という政治的な圧力手段と並んで、他の鉄道会社に影響を与えることができた。
- こうした買収により、プロイセン政府は1857年からベルリンからフランクフルト・アン・デア・オーダーまでの路線と、キュストリーンへの連絡線を、この時点でまだ完成していない東部鉄道へのフィーダー線として利用できるようになった。
- イギリスからの輸入石炭がシュレージエン産の石炭よりかなり安かったため、政府は石炭輸送に対して「1ペニヒ券」（Einpfennigtarif、1ペニヒはマルクの100分の1の貨幣単位）を出して国内産石炭の競争力をつけようとした。この方針に対してオーバーシュレージエン鉄道 (Oberschlesische Eisenbahn) は抵抗した。通商大臣のハイトは1852年に、オーバーシュレージエン鉄道の取締役会に対して法に基づく指導を行うと圧力をかけ、1ペニヒ券による石炭輸送を実施させた。この措置はプロイセン鉄道法第27条に基づくものであった。オーバーシュレージエン鉄道は譲歩したが、結果的に石炭輸送はほぼ4倍に増加し、収入も増加することになった[1]。
- 1851年10月1日に、最初のベルリンの連絡線 (Berliner Verbindungsbahn) が開通し、ニーダーシュレージエン-マルク鉄道の貨物輸送の運行管理が移管された。
- プロイセン北部鉄道 (Preußische Nordbahn) の建設に際して、設立されたベルリン北部鉄道会社 (Berliner Nord-Eisenbahn-Gesellschaft) は、資金不足から1875年12月15日に解散してしまった。プロイセン政府は未完成の線路を買収して、ニーダーシュレージエン-マルク鉄道に移管し、建設を続けさせた。さらに「王立ニーダーシュレージエン-マルク鉄道管理局」(Königliche Direktion der Niederschlesisch-Märkischen Eisenbahn) が、管轄範囲の拡大に対応して1880年2月21日に「王立ベルリン鉄道管理局」(KED: Königlichen Eisenbahn-Direktion zu Berlin) へ組織変更された。
- 1871年7月17日、政府の資金で建設された、後にベルリン環状線（リングバーン、Berliner Ringbahn）となる「新連絡鉄道」で、貨物列車の運行が開始された。

#### 鉄道課税法
プロイセン鉄道法では、鉄道に対する課税の可能性についても定めていた。これもまた、ハイトにより鉄道買収の資金を得るために用いられた。1853年5月30日に発表された、私鉄の利益に累進課税を行おうとする法律は、鉄道会社の株主たちから抗議を受けた。この税収は、鉄道会社の株式の買収のために用いられることになっていた。にもかかわらず、既に国が所有している株式に対しても配当は支払わなければならなかった。こうした手段により、株主は自分たちの所有する鉄道を将来国有化するための資金を出さなければならなくなった。
1862年に、ビスマルク政権はハイトを財務大臣に任命し、通商大臣の後任をハインリヒ・フォン・イッツェンプリッツ (Heinrich Friedrich von Itzenplitz) とした。

### イッツェンプリッツの時代 1862年 - 1873年
1859年から、プロイセンにおけるドイツ自由通商党 (Deutschen Freihandelspartei) の回復に伴い、国は鉄道を手放して民間企業の鉄道建設を自由にさせるべきという自由主義的な考え方が広がってきた。1853年5月30日の法律の第6条は廃止され、以降の鉄道からの税収と既に国が保有している株式からの配当は直接予算に組み込まれることになった。
イッツェンプリッツもまた私鉄推進主義の支持者であったため、この時期プロイセンでは鉄道の国有化へ向けた動きは続かなかった。これに加えて、ビスマルクが軍隊の改革に関する制度上の議論を巻き起こしていたことから、政府は鉄道建設にどの程度支出すべきかという新たな論争を呼ぶ問題は好まれなかった。

#### 普墺戦争による取得
1866年春、その当時財務大臣であったハイトは、彼が以前実施していた鉄道政策とは反対に、ケルン-ミンデン鉄道 (Köln-Mindener Eisenbahn-Gesellschaft) やその他のいくつかの鉄道の株式を処分した。この資金は普墺戦争のために必要とされたもので、この戦争の結果いくつかのドイツ諸邦がプロイセンに併合された。それらの諸邦の邦有鉄道であったベーブラ鉄道 (Bebraer bahn)、王立ハノーファー邦有鉄道、ナッサウ邦有鉄道、マイン-ネッカー鉄道 (Main-Neckar-Eisenbahn) もまたプロイセンの所有に帰した。これによってプロイセンの邦有鉄道網は全長が1,069 km増加した。

#### 投機対象としての鉄道免許
にもかかわらず以降のイッツェンプリッツの鉄道政策は、自身でさえ明確に述べたように、広範に原理原則を欠くものとなった。特に普仏戦争後、鉄道敷設免許を広く認めたため、鉄道建設ブームが引き起こされて多くの投資家を惹きつけることになった。免許を受けた鉄道の多くが創業期には早くも経営難となった。
議員のエドゥアルト・ラスカー (Eduard Lasker) は1873年1月14日に、法案の審議においてイッツェンプリッツの鉄道政策の責任を問うた。ラスカーは、イッツェンプリッツが自分の判断で鉄道の免許を認めていると非難した。投機家や「鉄道王」ベテル・ヘンリー・シュトラウスベルク (Bethel Henry Strousberg) は、通商大臣に対して自分の思うがままに要求を通すことができていた。ラスカーは、実際に鉄道を経営するつもりがないのに鉄道の免許を取得してそれを売り払い、いわゆる創業者利益を手にした高位の人物たちの名前を挙げた。ラスカーの演説の結果として調査委員会が設置され、最終的に経済的な観点から鉄道の国有化が提案されることになった。この報告を受けて、イッツェンプリッツは1873年5月15日に辞任した。

#### ベルリンの新しい連絡線の建設

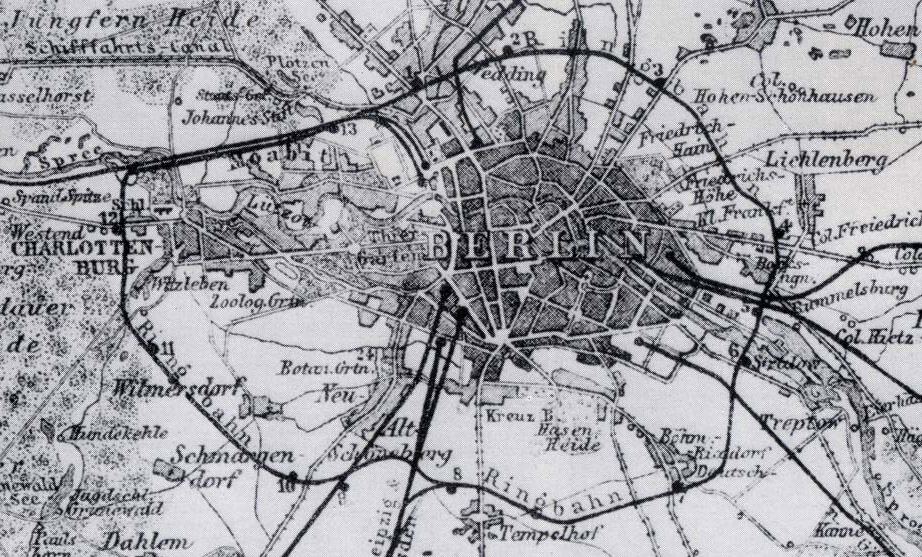
ベルリン環状線（リングバーン）

イッツェンプリッツの受動的な態度にもかかわらず、不適切で路上を走行して周囲に迷惑をかけていた最初のベルリンの連絡線を置き換えるために緊急に必要とされていた、新しいベルリンの連絡線の建設が1867年に開始された。その路線は、こんにちのヴェストハーフェン (Westhafen) にあたるモアビート (Moabit) からシュトラーラウ＝ルンメルスブルク (Stralau-Rummelsburg, 今日のベルリン・オストクロイツ駅) を通ってシェーネベルク (Schöneberg) でベルリン-ポツダム鉄道の駅に接続していた。この路線の建設と運営は、ニーダーシュレージエン-マルク鉄道が担当した。この連絡線が、後に環状線（リングバーン）へと発展した。

### アッヘンバッハの時代 1873年 - 1878年
辞任したイッツェンプリッツの後任として、通商・公共事業大臣にハインリヒ・フォン・アッヘンバッハ (Heinrich von Achenbach) が指名された。アッヘンバッハは1878年に辞任して、西プロイセン州知事となっている。

#### ビスマルクの鉄道政策

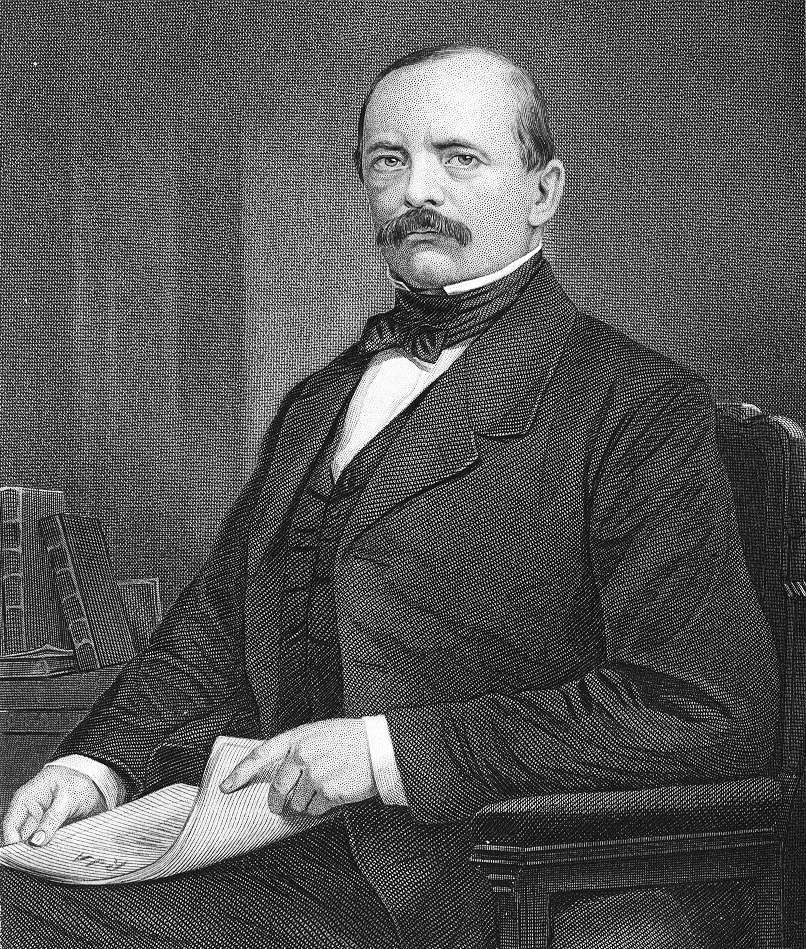
オットー・フォン・ビスマルク

プロイセン首相でドイツ国首相でもあるビスマルクは、一般的にはドイツ全体の国有鉄道を目指していた。ビスマルクは、1873年のラスカー議員の演説の指摘を受けて、1874年に帝国鉄道局 (Reichseisenbahnamt) を設置するという策を採った。その局長には、かつてオーバーシュレージエン鉄道の取締役会会長で、1863年から1867年までは東部鉄道のトップであった、アルベルト・フォン・マイバッハ (Albert von Maybach) を任命した。帝国鉄道局はまず、帝国鉄道法の草案を作成した。これは、他のドイツ諸邦からの抵抗により遅延した。また、1875年から1876年への年の変わり目には、ビスマルクが責任を負うプロジェクトであった、ドイツの大きな鉄道会社を統合して統一された国営鉄道とする提案が却下された。このため、マイバッハは影響力のない帝国鉄道局の局長を1876年に辞任し、プロイセン通商省の次官補に任命された。
このプロジェクトの失敗後、ビスマルクは大きなエネルギーを注いでプロイセンの私鉄の国有化を進めていった。一説によれば、ビスマルクは巨大なプロイセン邦有鉄道の優位性を持って、諸邦に国営鉄道という方針に同意させようと考えていたとされる。

#### 1873年から1878年の鉄道建設
アッヘンバッハの時代に鉄道に関連して起きた重要な出来事としては、「大砲鉄道」(Kanonenbahn) の建設と、ベルリン環状線への接続路線の改良がある。
1871年に軍部から、ヴェッツラーまでの戦略鉄道を建設したいという要望が出た。この計画された路線には、民需上の意味はほとんど、あるいはまったくないといってよかったが、プロイセン政府はフランスから賠償金を得ていたため、この軍事的・戦略的に重要であると宣伝された路線を建設する資金があった。1872年6月12日に、「ベルリンとフランクフルト・アム・マインを直結する鉄道を設立する委員会」がプロイセン通商・公共事業省に提出した、この路線と同じ経路で鉄道を建設するという民間の免許申請は却下された。「1873年6月11日から、国有鉄道網の拡張・完備・改良のために1億2000万ターラーの公債を発行することに関する法律」によって、いわゆる「大砲鉄道」（カノーネンバーン）の建設が決定され、必要な公債発行の許可が得られた。1873年8月15日から、ベルリンからメッツ（メス）までの合計805 kmの路線のうち、既に存在している路線の間を結ぶ513 kmの鉄道がプロイセン邦有鉄道によって建設された。
シェーネベルクからシャルロッテンブルクを通ってモアビートまでの新しい連絡路線により、全長37 kmの環状路線であるベルリン環状線（リングバーン）が1877年に完成した。
アッヘンバッハの時代には、明らかに国防省の権限によるものであったが、王立プロイセン軍事鉄道 (Königlich Preußische Militär-Eisenbahn) の建設も行われた。これに関して国防省は管轄のベルリン-ドレスデン鉄道 (Berlin-Dresdner Eisenbahn) と契約を結んで、その線路の西側に沿って軍の鉄道大隊専用の線路を追加で1線建設させた。

### マイバッハの時代 1878年 - 1891年
アッヘンバッハの辞任後、かつての帝国鉄道局の局長で、通商省の次官補を務めていたアルベルト・フォン・マイバッハが1878年3月30日に通商大臣となった。

#### ベルリン市街鉄道の買収
ベルリン市街鉄道（シュタットバーン、Berliner Stadtbahn）には既に国が資本参加をしていたが、1878年にベルリン市街鉄道会社 (Berliner Stadteisenbahngesellschaft) が破産したため、これを買収した。政府は建設と営業を、他の資本参加4者と共に自身の費用負担で引き継ぎ、また鉄道に連絡する新しい路線を建設した。建設の管理は1878年7月15日に新しく設立された「王立ベルリン市街鉄道管理局」(Königlichen Direktion der Berliner Stadteisenbahn) に移管され、その局長はエルンスト・ディルクゼン (Ernst Dircksen) が務めた。

#### 公共事業省
帝国鉄道局を作るという試みが失敗した後、ビスマルクは1878年8月7日の法律により、通商省から公共事業省を分割して、プロイセンにおけるすべての鉄道関連事項をその管轄に移管し、初代の大臣にマイバッハを指名した。マイバッハは1891年まで務め、この年の5月1日に辞表を提出し、6月20日に受理された。

#### 大規模な国有化
マイバッハはプロイセン議会に対して、ただちに4つの主要な鉄道、総計3,500 kmを買収するように提案した。1880年1月1日にプロイセン邦有鉄道は、ライン鉄道 (Rheinische Eisenbahn-Gesellschaft)、ケルン-ミンデン鉄道 (Köln-Mindener Eisenbahn-Gesellschaft)、マクデブルク-ハルバーシュタット (Halberstadt) 鉄道 (Magdeburg-Halberstädter Eisenbahngesellschaft) の運営と管理を引き継いだ。これに続いて1884年1月1日の声明により、自由都市ハンブルクおよびメクレンブルク＝シュヴェリーン大公国の政府の同意を得た上で、ベルリン-ハンブルク鉄道 (Berlin-Hamburger Bahn) を買収した。この時点でこうした鉄道には他に出資者はなく、鉄道に対しては単に運行安全上の責任のみを課されていた。そして、「王立ベルリン-ハンブルク鉄道管理局」(Königliche Eisenbahndirektion für die Verwaltung der Berlin-Hamburger Eisenbahn) が1884年5月17日に発足した。1886年に前述した会社は清算され、資産はプロイセン政府に移管された。
プロイセン政府の財務状態が好調であったためほとんどの私鉄が買収されることになり、1885年には約11,000 kmの私鉄がプロイセン政府の所有となった。1870年の時点では、プロイセンにおける鉄道の約3分の1ほどだけが国有であったが（プロイセン以外では78%）、1885年になると国有が21,624 kmに対し、私鉄のままの鉄道は1,650 kmとなった。

### ティーレンの時代 1891年 - 1902年
マイバッハの後任は、かつてブレスラウの鉄道管理局やライン鉄道の幹部で、またエルバーフェルトやハノーファーの鉄道局長でもあった、カール・フォン・ティーレン (Karl von Thielen) が1891年6月22日に就任した。ティーレンはしばしば「鉄道大臣」(Eisenbahnminister) と呼ばれる。
前任者たちと比べて、ティーレンは特に運賃の設定に関して、他の部局が設立されたという変化による多様な影響を受けて、その権限をかなり減らされてしまった。実際のところ、特定の貨物に対して特別の賃率を適用するかどうかや、高位の公務員の無料乗車規制は、この後政府の会議において繰り返されるテーマとなった。1891年7月5日からティーレンは帝国鉄道局の局長ともなり、どちらも1902年6月23日まで務めた。

#### 王立ベルリン鉄道管理局における新しい建設
1892年から1895年にかけて、現在のフリードリヒスハイン＝クロイツベルク区のシェーネベルク側に160万マルクをかけて王立ベルリン鉄道管理局の新しい庁舎が建設された。

#### 1895年からの新しい管理組織
ティーレンは、邦有鉄道の管理組織の刷新で特に功績を上げた。これは長年の準備の後、1895年4月1日から実施された。新しい組織では、大臣の下に地域を管轄する20の鉄道管理局 (Eisenbahndirektion) を設置した。さらにその下位の管理組織として、75の営業部 (Betriebsämter) を置いた。この改革の結果として、10の都市に初めて鉄道の地方管理組織が置かれた。
後にフォッシシェ・ツァイトゥング紙 (Vossische Zeitung) はその1907年3月6日の夕刊4面で、「1895年の組織で管理は簡素化され、営業をきちんと整えることを可能とした。鉄道管理局の組織は、働く人の責任感と働く喜びを増進する目的を持っていた。この目的は完全に達成された。」と書いた。

#### 1897年のプロイセン-ヘッセン鉄道共同体
当時のヘッセン＝ダルムシュタット大公国（後のヘッセン大公国）は大きく2つの部分から構成されており、北側のオーバーヘッセン（上ヘッセン）の部分は、1866年からプロイセンのヘッセン＝ナッサウ州に囲まれた形になっていた。これらの地域を結ぶヘッセン・ルートヴィヒ鉄道 (Hessische Ludwigsbahn) は、ヘッセンのシュタルケンブルク地区とプロイセンのヘッセン＝ナッサウ州、そしてヘッセンのライン・ヘッセン地区を通っていた。こうしたことから、プロイセンとヘッセンの双方にとって鉄道運営を統合し、また国有化することの利益が生じた。
このため事前の協定に基づき1897年4月1日に、プロイセン邦有鉄道管理局がヘッセン大公国邦有鉄道運行管理局を買収し、「プロイセン＝ヘッセン鉄道運行・財務共同体」 (Preußisch-Hessische Eisenbahnbetriebs- und Finanzgemeinschaft) の名で統合された。財産の所有権、主権、および利益の分配については、1896年6月23日の協定に基づいてヘッセンに残された。鉄道管理局の本部はマインツに置かれた。
ヘッセンは、鉄道管理局の幹部を任命するという形で影響力を及ぼすことができた。これに対して技術や作業要領はすべてプロイセンの規程によっていた。従業員は全員プロイセンの制服を着ていたが、ヘッセン側の従業員はヘッセンのバッジをつけることができることになっていた。
1897年時点で、プロイセン邦有鉄道の全長は、プロイセンの領域外にあるものを含めて29,011 kmとなっていた。

#### 20世紀に至る時点での経済的な重要性
邦有鉄道の財務的・経済的能力を示すこととして、専門の大臣が出席したプロイセンの閣議の議事録覚書が挙げられる。
- 1894年1月15日: 財務大臣のヨハンネス・フォン・ミーケルが、邦有鉄道の資本金が60億マルクに達すると指摘した。
- 1896年12月30日: 1895 - 1896会計年度に邦有鉄道が発注した車両や機関車は国内だけで6500万マルクに上る。
- 1897年11月16日: 邦有鉄道は1897年4月1日から3300万マルクの超過収入を達成し、また車両の不足は解決された。
- 1897年12月16日: 1897年11月の時点で旅客の超過収入は570万マルクに到達したことが報告された。
- 1898年4月16日: 1897 - 1898会計年度の邦有鉄道の営業実績として、旅客収入は3億1860万マルク、貨物収入は7億8190万マルクで、それぞれ6.43%増、4.76%増であった。
- 1898年6月17日: 5月の邦有鉄道の超過収入は1050万マルクになった。ミーケルは鉄道管理局に対して、鉄道の利益が国家予算の収支を償うために必要であるため、支出を適切な水準にするように求めた。
- 1899年11月18日: 1899会計年度の邦有鉄道の収入合計は、前年から4460万マルクの増加であった。

### ブライテンバッハの時代 1906年 - 1918年

#### 鉄道中央局
ヴィルヘルム・ホフ (Wilhelm Hoff) の推奨により、1907年4月1日にベルリンに「王立鉄道中央局」(Kgl. Eisenbahnzentralamt) が設立され、その初代局長にホーフ自身が就任した。その後任には1912年にリヒャルト・ザレ (Richard Sarre) が任命されている。

#### 電気鉄道の始まり
電気鉄道を高速で運行する実験を行うために、ほとんどの重要な電機メーカー・車両メーカー・建設会社・銀行が1899年に合同して高速電気鉄道研究協会 (St.E.S.) を組織した。プロイセン政府はこれに対して出資者としての立場を取り、またベルリンの軍用鉄道のうち、マリーエンフェルデ (Marienfelde) - ツォッセン (Zossen) 間33 kmを実用試験の場として自由に使えるように提供した。これは三相交流10,000 V架空電車線方式のものであった。1903年にはこの区間で、何両かの試験車両が200 km/hを超え、その中でも三相交流電動機を使用したAEGの車両が210 km/hの速度記録を達成した。
1902年にはプロイセン邦有鉄道とAEGは、単相交流を高速列車の運行に用いる実験を行った。1903年から1906年にかけて、シェーネヴァイデ - シュピンドラースフェルト間の4 kmの支線 (Zweigbahn Schöneweide–Spindlersfeld) において、6 kV25 Hz架空電車線方式での実験が行われた。この方式は6.3 kVに電圧を上げて、1907年からハンブルク-アルトナ都市・郊外鉄道 (Hamburg-Altonaer Stadt- und Vorortbahn) の26.6 kmの区間において定期運行に使用された。
ハンブルク-アルトナ鉄道での良い結果を受けて、プロイセン邦有鉄道は長距離のデッサウ - ビターフェルト間での試験的な電気運行を行うことにした。これは1911年1月18日から開始され、バーデン大公国邦有鉄道の電気機関車を借り受けて最初の列車を運行した。
1912年には、プロイセン邦有鉄道の代表パウル・フォン・ブライテンバッハ (Paul von Breitenbach) とバーデン大公国邦有鉄道、王立バイエルン邦有鉄道の代表が「電気鉄道の設計に関する協定」(Übereinkommen betreffend die Ausführung elektrischer Zugförderung) に署名し、これらの鉄道において全線で電気鉄道の統一規格として電圧を15 kV、周波数を16+2⁄3 Hzに指定した。
デッサウ - ビターフェルト間の電気運行の試験が成功裏に行われたことを受けて、1911年6月30日にはプロイセン議会においてシュレージエン山岳鉄道のゲルリッツとヴァルデンブルク（ヴァウブジフ）の炭鉱地帯の間を990万マルクで電化することが認められた。この区間の電気運転は1914年6月1日に開始された。その後、シュレージエン山岳鉄道は、電気鉄道の運行に関する要求事項の研究を行う実験場となった。
ベルリン市街鉄道の交流15 kV16+2⁄3 Hzでの電化についても、プロイセン議会は1913年6月9日に2500万マルクの支出を認めた。このために10両の電気機関車、4両の動力車と多くの動力台車を調達する必要があった。しかし第一次世界大戦の勃発までには動力台車と2両の電気機関車だけしか完成せず、これはシュレージエンで使用された。
第一次世界大戦終結時点で、プロイセンにおける電気鉄道網はほぼ1,000 kmに達した。
| 地方                   | 路線長   | 電化方式                         |
| ---------------------- | -------- | -------------------------------- |
| アルトナ（ハンブルク） | 約27 km  | 交流6.3 kV25 Hz架空電車線方式    |
| ベルリン軍事鉄道       | 約30 km  | 三相交流10 kV50 Hz架空電車線方式 |
| 中部ドイツ             | 約290 km | 交流15 kV16+2⁄3 Hz架空電車線方式 |
| シュレージエン         | 約400 km | 交流15 kV16+2⁄3 Hz架空電車線方式 |

#### 第一次世界大戦
1914年からは、プロイセン邦有鉄道の運営は第一次世界大戦の影響を受けるようになった。鉄道運営の制約としては、新しく建設する架線用の銅線などの鉄道資材の軍用への徴用や、軍事輸送を優先して一般営業を制限することなどがあり、これに関連した運営状態に対する鉄道員からの反発もあった。
1918年10月5日のプロイセン政府の閣議では「ブライテンバッハは政府の（中略）先鋭化についていく事ができず、すぐにも辞任したがっている。大戦前、彼はドイツ社会民主党 (SPD) に対するもっとも強力な反対者であったが、1914年以来彼はSPDが鉄道労働者に（中略）浸透してくるのを許容しなければならなかった。彼は労働者会議所法 (Arbeitskammergesetzes) の普遍的な適用に賛成する用意がない」としている。1918年11月8日、ブライテンバッハは辞表を提出した。

### プロイセン邦有鉄道の終焉

#### 1919年、第一次世界大戦の敗北
第一次世界大戦の終結時点で、路線の全長はほぼ37,500 kmに達していた。第一次世界大戦後、プロイセンは1919年のヴェルサイユ条約によりポーランドに対して4,115 km、自由都市ダンツィヒに対して145 km、ベルギーに対して129 km、メーメルラント（クライペダ）に対して137 km、チェコスロバキアに対して31 kmの路線を譲渡して合計4,558 kmを失い、さらに1920年にはデンマークに対して250 kmと、ザールラントのフランスへの分離に伴い298 kmを失った。

#### 1920年、ドイツ国営鉄道への移管
プロイセン、バイエルン、ザクセン、ヴュルテンベルク、バーデン、ヘッセン、メクレンブルク＝シュヴェリーン、オルテンブルクの各政府の間で1920年3月31日に結ばれた協定と、ドイツ国の鉄道移行に関する1920年4月30日の法律により、1920年4月1日に遡って効力を発生してこれらの国の邦有鉄道は、プロイセン邦有鉄道を含めて、ドイツ国営鉄道へ移管された。

## 組織

### 政府組織
1848年から、銀行家のアウグスト・フォン・デア・ハイトが、プロイセン政府の通商大臣としての権限で鉄道関連事項に責任を負った。1862年にハイトが財務大臣になると、グラーフ・フォン・イッツェンプリッツが後任となり、1873年にイッツェンプリッツが辞任すると、アッヘンバッハが1878年まで務めた。
プロイセン政府の首相であり、1871年からはドイツ帝国の首相ともなったオットー・フォン・ビスマルクは、ドイツ国営鉄道を創設するという計画に失敗した後、1878年8月7日の鉄道法によりプロイセンにおける鉄道関連事項のすべてを新しく設置した公共事業省へ移管し、それまで帝国鉄道局の局長であったアルベルト・フォン・マイバッハをその大臣に任命した。マイバッハは1891年5月1日に辞表を提出し、1891年6月20日に受理された。
マイバッハの後任として、1901年6月22日までカール・フォン・ティーレンが、その後任に1906年4月28日までヘルマン・フォン・ブッデ (Hermann von Budde) が、その後任としてパウル・フォン・ブライテンバッハが1906年5月11日から1918年11月13日まで務めた。ブライテンバッハはそれ以前には、マインツにあるプロイセン・ヘッセン連合邦有鉄道の「王立プロイセンおよびヘッセン大公国鉄道管理局」の局長であり、1903年からは王立ケルン鉄道管理局の局長であった。ブライテンバッハの辞任後、1918年11月14日からヴィルヘルム・ホフ (Wilhelm Hoff) が公共事業大臣を務めたが、政治的な意見の相違により1919年3月25日には辞任した。その後任としては、鉄道大臣としてルドルフ・エーザー (Rudolf Oeser) が1921年4月21日までこの職に留まり、その後1924年から1926年までドイツ国営鉄道会社総裁を務めている。
邦有鉄道の管理のモデルとして、1879年11月24日の通達により創設されたプロイセン邦有鉄道の分割された管理組織が、プロイセン邦有鉄道網の規模と、他の邦有鉄道が管理についてモデルとした点の両方から、重要な役割を持っている。分権化の原理に基づいて3つの管理組織になっていたことも同様で、中央省庁の大臣、中間管理組織としての鉄道管理局、各地域の管理組織としての鉄道営業局からなっていた。大臣は管理の指導をし、命令を出し、寄せられた苦情に対して管理上の決断を行う。しかしその特権は、省の権限に属することや、特別に重要であったり財政に関することで統一した規制が必要なものといった事項のみに限られていた。新しい鉄道路線の開業に際しては、大臣による確認と検査が行われて承認を受けてからでなければならなかった。プロイセンの鉄道管理に特有のことの1つで、後に他の邦有鉄道の管理にも取り入れられたこととして、諮問委員会の組織がある。これにより鉄道の見込み客に鉄道の運営管理について協力してもらい、その交通需要に応じて発生した問題の解決を保証するようにした。この目的のために、1882年6月1日の法律により、プロイセン邦有鉄道の中央管理組織に国家鉄道評議会 (Landeseisenbahnrat) と、邦有鉄道管理局に地区鉄道評議会 (Bezirkseisenbahnräte) が顧問組織として設置された。国家鉄道評議会は、国王によって任命される議長と、公共事業省・財務省・通商省・農業省などから任命された10人の委員（必ずしも公務員とは限らない）や、州や都市の代表から構成されていた。こうした代表は、農林業・工業・商業の代表などからなっていた。国家鉄道評議会では、交通に関する重要な問題すべてが取り扱われた。これに加えて、運賃に関する例外規定や運賃の一般規定、国家予算に付属する交通に対する課金などの認可・却下に関する事項などが提出された。地区鉄道評議会は、地域の商工会議所や農業中央組合の意見を聞いたうえで、商業・工業・農林業などの代表の中から適当な数を3年の任期で選んで構成された。地区鉄道評議会は、その地域に関する交通上の重要な問題、特に時刻表と運賃に関して、鉄道管理局の顧問組織となった。—1888年版マイヤーズ百科事典

### 管理組織

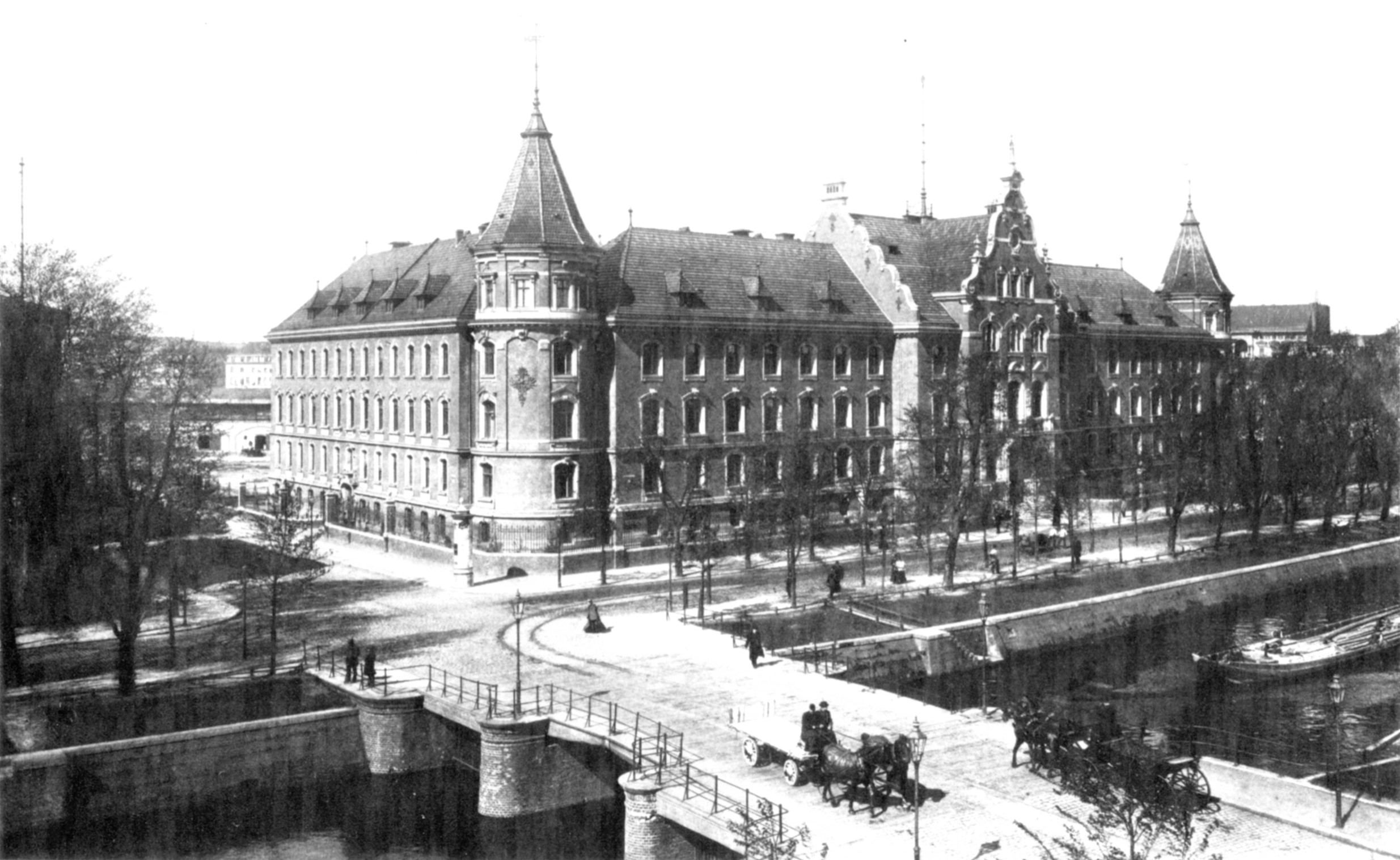
王立ベルリン鉄道管理局

鉄道網の管理は、分割された鉄道管理局が担当するようになっていた。この組織は王立鉄道管理局 (KED: Königliche Eisenbahndirektionen)、あるいは後には単に鉄道管理局 (ED: Eisenbahndirektion) と呼ばれていた。こうした管理局設立のモデルとするため、まず1895年4月1日の改編によりベルリン鉄道管理局が設置された。
ベルリン鉄道管理局は9つの運営局、3つの機械局、13の鉄道工場局、1つの電信局と4つの交通局に分割されていた。職員は1人の局長に15人の理事で構成される理事会、10人の臨時職員、1人の会計責任者、1人の会計係と580人の事務職員で構成されていた。
1895年の再編により設置された部局は基本的に、その後のドイツ国営鉄道、ドイツ連邦鉄道、東ドイツのドイツ国営鉄道においても継承された。
以下に示す表では、いくつかの鉄道管理局についてこれより早い設立日付が参考文献に記されていることがある。これは国有化前の私鉄の管理組織に関するものである。
| 鉄道管理局                   | 設立           | 備考 |
| ---------------------------- | -------------- | --- |
| 王立軍事鉄道管理局           | 1875年10月15日 | 王立プロイセン軍事鉄道、1919年解散                                                                                  |
| ベルリン市街鉄道             | 1878年7月15日  | 王立ベルリン市街鉄道管理局、1882年解散                                                                              |
| ブロンベルク                 | 1880年4月1日   | 1849年11月5日に王立東部ブロンベルク鉄道管理局として設立                                                             |
| ベルリン                     | 1880年4月1日   | 公式には王立ニーダーシュレージエン-マルク鉄道管理局として1852年1月1日設立                                           |
| ケルン・ライン右岸           | 1880年4月1日   | 1895年4月1日に左岸局に吸収                                                                                          |
| ケルン・ライン左岸           | 1880年4月1日   | 1895年4月1日に王立ケルン鉄道管理局に統合                                                                            |
| フランクフルト・アム・マイン | 1880年4月1日   | – |
| ハノーファー                 | 1880年4月1日   | – |
| マクデブルク                 | 1880年4月1日   | – |
| エアフルト                   | 1882年5月1日   | – |
| カトヴィッツ                 | 1883年1月1日   | 1921年10月解散 |
| アルトナ                     | 1884年3月1日   | 1887年1月1日（あるいは7月1日）にアルトナ-キール鉄道 (Altona-Kieler Eisenbahn-Gesellschaft) 買収により管理を引き継ぐ |
| ブレスラウ                   | 1895年4月1日   | – |
| カッセル                     | 1895年4月1日   | – |
| ダンツィヒ                   | 1895年4月1日   | – |
| エルバーフェルト             | 1895年4月1日   | – |
| エッセン                     | 1895年4月1日   | – |
| ハレ (ザーレ)                | 1895年4月1日   | – |
| ケーニヒスベルク             | 1895年4月1日   | – |
| ミュンスター                 | 1895年4月1日   | – |
| ポーゼン                     | 1895年4月1日   | – |
| ザールブリュッケン           | 1895年4月1日   | 1852年5月22日設立のザールブリュッケン鉄道管理局の後継ではない                                                       |
| シュテティーン               | 1895年4月1日   | – |
| マインツ                     | 1897年2月1日   | 王立プロイセンおよびヘッセン大公国鉄道管理局                                                                        |
| 王立ベルリン中央鉄道局       | 1907年4月1日   | 王立鉄道管理局と同格                                                                                                |

### 鉄道網

#### ベルリン都心東西方向
プロイセン邦有鉄道を構成する各鉄道は、第一次世界大戦前の最終時点で、ベルリン都心ではおおむね東西方向に走っていた。買収や建設によって次第に建設されてきた長距離鉄道路線が、ここからそれぞれのターミナル駅を起点として放射状に伸びていた。南から反時計回りに示す。
- ポツダム駅から、ベルリン-ポツダム鉄道 (Berlin-Potsudamer Eisenbahn)、マクデブルク方面
- アンハルト駅から、ベルリン-アンハルト鉄道 (Berlin-Anhaltische Eisenbahn)
- ゲルリッツ駅から、ベルリン-ゲルリッツ鉄道 (Berlin-Görlitzer Eisenbahn)
- フランクフルト駅（後にシュレージエン駅を経て、現在のベルリン東駅）から、ベルリン-フランクフルト鉄道 (Berlin-Frankfurter Eisenbahn)、フランクフルト・アン・デア・オーダーおよびオーバーシュレージエン炭田方面
- 1852年から旧東駅から、後にシュレージエン駅から、プロイセン東部鉄道 (Preußische Ostbahn)、アイトクーネン、ロシア国境方面
- シュテティーン駅（後に北駅）から、ベルリン-シュテティーン鉄道 (Berlin-Stettiner Eisenbahn)、シュテティーン、ダンツィヒ方面
- ベルリン・レールテ駅（現在のベルリン中央駅）から、ベルリン-レールテ鉄道 (Berlin-Lehrter Eisenbahn)、レールテ、ハノーファー、ルール地方方面
- ハンブルク駅（1884年10月からはレールテ駅）から、ベルリン-ハンブルク鉄道 (Berlin-Hamburger Bahn)、ハンブルク、キール方面（ハンブルク-アルトナ連絡鉄道 (Hamburg-Altonaer Verbindungsbahn) およびアルトナ-キール鉄道経由）

1878年からベルリン市街鉄道網、後のベルリンSバーンが建設され、1882年には王立ベルリン市街鉄道管理局が設立された。

#### 西部の南北軸
王立ハノーファー邦有鉄道、ナッサウ邦有鉄道およびアルトナ-キール鉄道を1866年に買収し、ケルン-ミンデン鉄道、ベルギッシュ-マルク鉄道 (Bergisch-Märkische Eisenbahn-Gesellschaft) およびライン鉄道 (Rheinische Eisenbahn-Gesellschaft) やこれらがこれ以前に買収した鉄道を合併して、プロイセン邦有鉄道は北海やバルト海からライン川地方にいたる西部の鉄道網を取得した。北端はキール、エムデン、ブレーメン、南部方面はビンガーブリュック (Bingerbrück)、ヴェッツラー、トリーア、カッセルまでであった。

#### 国の資金により建設された路線
- ベルリン連絡鉄道 - ハンブルク駅からポツダム門（今のポツダム広場）までの9 km、1851年開業
- プロイセン東部鉄道 - ベルリンとアイトクーネンを結ぶ740 kmの本線、1867年開業、他に500 kmに上る支線があり、買収した路線を合わせると総計2,210 km
- 王立ヴェストファーレン鉄道 - ハム - ヴァールブルク間126 km、1853年開業
- ザールブリュッケン鉄道 - ベックスバッハ - ザールブリュッケン/フランス国境間36 km、1852年11月16日開業
- ベルリン新連絡鉄道、後のベルリン環状線 - 37.5 km、最初の区間は1871年開業
- マリーエンフェルデ-ツォッセン-ユーターボーク軍事鉄道 - ベルリン - ツォッセン間70 km、1875年10月15日開業
- 「大砲鉄道」（カノーネンバーン） - ベルリン - メッツ間513 km、1873年から1879年にかけて
- プロイセン北部鉄道 - ベルリンからシュトラールズントまで223 km、未完成路線を1875年に買収後、1876年に開業
- ダーデタール鉄道 (Daadetalbahn) - 1885年開業
- オーバーヴェスターヴァルト鉄道 (Oberwesterwaldbahn) - 1885年開業
- ハム-オスターフェルト鉄道 (Hamm-Osterfelder Bahn) - 1905年開業

#### 買収または条約により取得した鉄道
- ニーダーシュレージエン-マルク鉄道 (Niederschlesisch-Märkische Eisenbahn) - 1852年
- ミュンスター-ハム鉄道 (Münster-Hammer Eisenbahn-Gesellschaft) - 1855年
- ブラウンシュヴァイク公国邦有鉄道 (Herzoglich Braunschweigische Staatseisenbahn) - 1870年に、1869年1月1日に遡る形で民間会社へ売却された後にプロイセンが買収
- マクデブルク-ハルバーシュタット鉄道 (Magdeburg-Halberstädter Eisenbahngesellschaft) - もともとマクデブルク-ライプツィヒ鉄道 (Magdeburg-Leipziger Eisenbahn-Gesellschaft) と接続しており、後に1879年にライプツィヒ中央駅に乗り入れた
- ライン鉄道 (Rheinische Eisenbahn-Gesellschaft) - 1880年1月1日付け、1,295 kmの路線と507両の機関車、14,186の貨車、会社自体の清算は1866年1月1日付け
- ホンブルク鉄道 (Homburger Bahn) - 1880年1月1日
- ベルリン-シュテティーン鉄道 (Berlin-Stettiner Eisenbahn) - 1880年2月1日
- ベルリン-ポツダム-マクデブルク鉄道 (Berlin-Potsdam-Magdeburger Eisenbahn) - 1880年4月1日
- ベルギッシュ-マルク鉄道 (Bergisch-Märkische Eisenbahn-Gesellschaft) - 1882年3月28日、1,336 kmの路線と768両の機関車、21,607両の貨車
- アンハルト・レオポルト鉄道 (Anhaltische Leopoldsbahn) - 1882年
- ベルリン-ゲルリッツ鉄道 (Berlin-Görlitzer Eisenbahn-Gesellschaft) - 1882年
- ベルリン-アンハルト鉄道 (Berlin-Anhaltische Eisenbahn-Gesellschaft) - 1886年、1882年以降既にプロイセン邦有鉄道の管理下にあった
- テューリンゲン鉄道 (Thüringische Eisenbahn-Gesellschaft) - 1886年7月1日、1882年1月1日以降既にプロイセン邦有鉄道の管理下にあった
- アルトナ-キール鉄道 (Altona-Kieler Eisenbahn-Gesellschaft) - 1886年
- ベルリン-ハンブルク鉄道 (Berlin-Hamburger Bahn) - 一部を1884年に買収
- ベルリン-ドレスデン鉄道 (Berlin-Dresdner Eisenbahn) - 1887年4月1日
- アーヘン-ユーリヒ鉄道 (Aachen-Jülicher Eisenbahn) - 1887年5月1日
- ヘッセン・ルートヴィヒ鉄道 (Hessische Ludwigs-Eisenbahn-Gesellschaft) - 1897年、プロイセン-ヘッセン連合邦有鉄道として
- グリュックシュタット-エルスホルン鉄道 (Glückstadt-Elmshorner Eisenbahn) - 1890年7月1日
- ヴェラ鉄道 (Werra-Eisenbahn-Gesellschaft) - 1895年7月16日から1895年10月31日
- ドルトムント-グローナウ-エンスヘデ鉄道 (Dortmund-Gronau-Enscheder Eisenbahn-Gesellschaft) - 1903年
- クローンベルク鉄道 (Kronberger Bahn) - 1914年

#### 1866年の普墺戦争による他国の邦有鉄道の移管
- ベーブラ鉄道（Bebraer Bahn、ヘッセン選帝侯国邦有鉄道） - 1866年、当時フランクフルト-ベーブラ鉄道
- 王立ハノーファー邦有鉄道 (Königlich Hannöversche Staatseisenbahnen) - 1866年
- ナッサウ邦有鉄道 (Nassauische Staatsbahn) - 1866年
- マイン-ネッカー鉄道 (Main-Neckar-Eisenbahn) - 1866年（ヘッセン＝ダルムシュタット方伯領部分は1896年に取得）
- マイン-ヴェーザー鉄道 (Main-Weser-Bahn) - 1866年（ヘッセン＝ダルムシュタット方伯領部分は1880年に取得）
- フランクフルト-オッフェンバッハ鉄道 (Frankfurt-Offenbacher Eisenbahn) - 1866年（ヘッセン＝ダルムシュタット方伯領部分は1868年に取得）

1890年時点で、プロイセン邦有鉄道は23,000 km以上の路線を保有していた。1897年8月1日からヘッセン大公国邦有鉄道と共同運営組織を設立した。

### 鉄道車両
詳細はListe der preußischen Lokomotiven und Triebwagenを参照。

#### 蒸気機関車

##### 形式の概要
プロイセンの形式称号を与えられた機関車はほとんどが、政府の管理下に製造されたものではなく、それぞれの鉄道会社が独自に製造したものであった。鉄道会社を買収したことによって、こうした機関車も邦有鉄道の車両群の一部となった。1877年から1895年までの間に製造されたものだけで、80にも上る型や派生形式が存在したのは、そうした理由である。1880年にプロイセン標準形式が定められ、これ以降の機関車の新形式数を抑えられるようにした。
形式の数の上では、ほとんどがタンク機関車であった。タンク機関車は型によって大きく異なっていたが、合計すると9,000両ほど購入された。これは、ほとんどばらばらの小さな鉄道から鉄道網が構成されていたため、炭水車を備えた長距離走行可能な機関車を必要としていなかったことを反映したものであった。プロイセンの全機関車30,000両あまりのうち、貨物用の機関車が約12,000両を占めていた。

##### 称号規程
プロイセンの形式称号規程は、おおむね東部鉄道のものから定められていた。機関車の形式に文字はなく、番号だけがつけられていた。番号は使用目的をあらわしており、以下の表のようになっていた。
| 種類                          | 番号        |
| ----------------------------- | ----------- |
| 1動軸機関車                   | 1 – 99      |
| 2動軸以上の急行・旅客用機関車 | 100 – 499   |
| 2動軸の貨物機関車             | 500 – 799   |
| 3動軸の貨物機関車             | 800 – 1399  |
| 2動軸のタンク機関車           | 1400 – 1699 |
| 3動軸のテンダ機機関車         | 1700 – 1899 |
| 特殊形式                      | 1900 – 1999 |

各鉄道管理局が、その管内の機関車にこの方式でそれぞれに番号を振っていたため、各鉄道管理局に同じ番号の機関車、たとえば120号機関車というものが存在していた。このため区別するためには、番号のほかに鉄道管理局を指定した。120号機関車ならば、「ハノーファー120号」「ケルン左岸120号」などであった。しかし、時間が経つにつれて運用される機関車の数が称号規程を計画したときより増加してきたため、この方式では番号が足りなくなってきた。さらに、4動軸の機関車のように番号が与えられていない新しい設計のものが開発されるようになった。これにより規程にない番号を振られる機関車がでてきた。
このため1906年に新しい称号規程が導入された。大分類を示すための記号として、急行用はS (Schnellzuglokomotiven)、旅客用はP (Personenzuglokomotiven)、貨物用はG (Güterzuglokomotiven)、タンク機関車はT (Tenderlokomotiven) とされた。さらに、中程度の出力を持つ機関車がS3、P3、G3、T3などを割り当てられ、出力が小さいほど小さな番号を、大きいほど大きな番号を割り当てられた。また過熱式蒸気機関車より飽和式蒸気機関車の方が小さな番号を割り当てられた。後に上付きの番号で示される副分類が導入された。これに加えて明確に区分された領域の番号を与えられた。しかし、完全な名称は大分類の記号と番号による形式、鉄道管理局と個別番号から構成されていた。
グループ1から3まではかつての私鉄の機関車で、その分類は各鉄道管理局に任されていた。数字の小さなグループには、車軸配置が異なるものまで含めて多くの形式が属していた。当初から一貫した形式分類は考えられていなかった。古い機関車は時間と共に廃車されていくと考えられており、きちんと型に分類された新型の標準機関車のみが残ると考えられていた。
プロイセン邦有鉄道は他のドイツ諸邦の邦有鉄道同様に、1920年以降はまずドイツの国営鉄道となり、1924年にドイツ国鉄会社となった。それ以前にプロイセン邦有鉄道が発注していた機関車の中には1926年までかかって納入されたものがあり、ドイツ国鉄が形式を改変するまでは引き続きプロイセンの機関車形式で続けられた。

#### 電車
ハンブルク-アルトナ都市・郊外鉄道の路線で1907年10月1日から、最初の電車が使用開始された。1913年までにプロイセンの鉄道管理局でも電動車・付随車合わせて88両が導入された。
1914年4月に、プロイセン邦有鉄道はゲルリッツからヴァルデンブルクを通りブレスラウまでのシュレージエンの山岳鉄道において、ET831/831a/832という番号の電車を導入し、さらにET833/833a/842からET841/841a/842までの5本の電車を1914年6月までに運行開始した。1907年から1916年にかけて、6両の単行蓄電池式電車と10編成の蓄電池式電車、AT569-578を購入した。

#### 電気機関車
1910年にプロイセン邦有鉄道は最初の電気機関車を購入した。電気機関車は当初、交流急行用電気機関車に対して"WSL"という記号と10201からの番号が、交流貨物用電気機関車に対して"WGL"という記号と10501からの番号がそれぞれ与えられた。1911年から蒸気機関車の称号規程に倣った規程が導入された。
- ES 番号1から - 急行用電気機関車
- EP 番号201から - 旅客用電気機関車
- EG 番号501から - 貨物用電気機関車

多用途の機関車は小文字で示される。混乱を避けるため、番号は管理局ごとに異なっていた。
1914年から急行用機関車ES9-ES19型（Preußische ES 9 bis ES 19、11両）と、貨物用機関車EG511-EG537型（Preußische EG 511 bis EG 537、27両）がマクデブルク-ライプツィヒ-ハレ間に投入するために導入された。続いて3車体式のEG538abc-EG549abc型（Preußische EG 538abc bis EG 549abc）は、1915年からブレスラウ鉄道管理局でシュレージエン山岳鉄道に投入するために導入され、第一次世界大戦中に12両が納入された。1923年からは旅客用機関車EP236-EP246型が11両、2車体式貨物用機関車EG701-EG725型が25両製造された。後の2形式はドイツ国営鉄道になってからもバイエルンとプロイセンの邦有鉄道の番号で引き続き導入が行われ、後にドイツ国鉄のE50型およびE77型となった。合計すると、プロイセン邦有鉄道では30形式170両の電気機関車が使用された。

#### 蒸気・内燃機関動車
これに加えてプロイセン邦有鉄道には3両の蒸気動車と20両のVT1-VT20型気動車、3両のVT101-VT103型気動車が存在した。

#### 客車

##### コンパートメント式客車

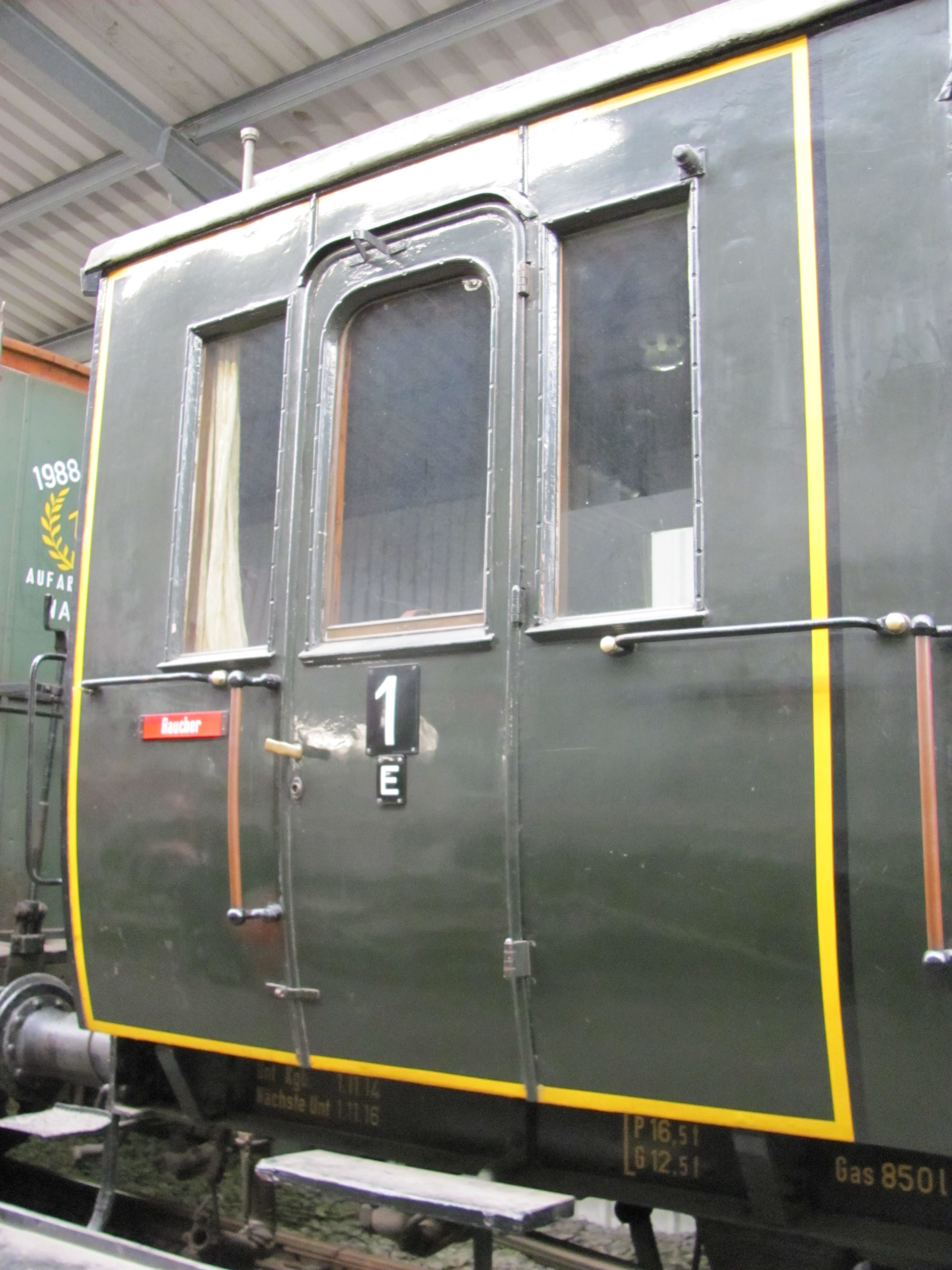
プロイセンのコンパートメント式一等・二等合造客車、当初からの緑塗装のもの、一等車は数字プレートと黄色い枠囲いで示されている、ボーフム＝ダールハウゼン鉄道博物館

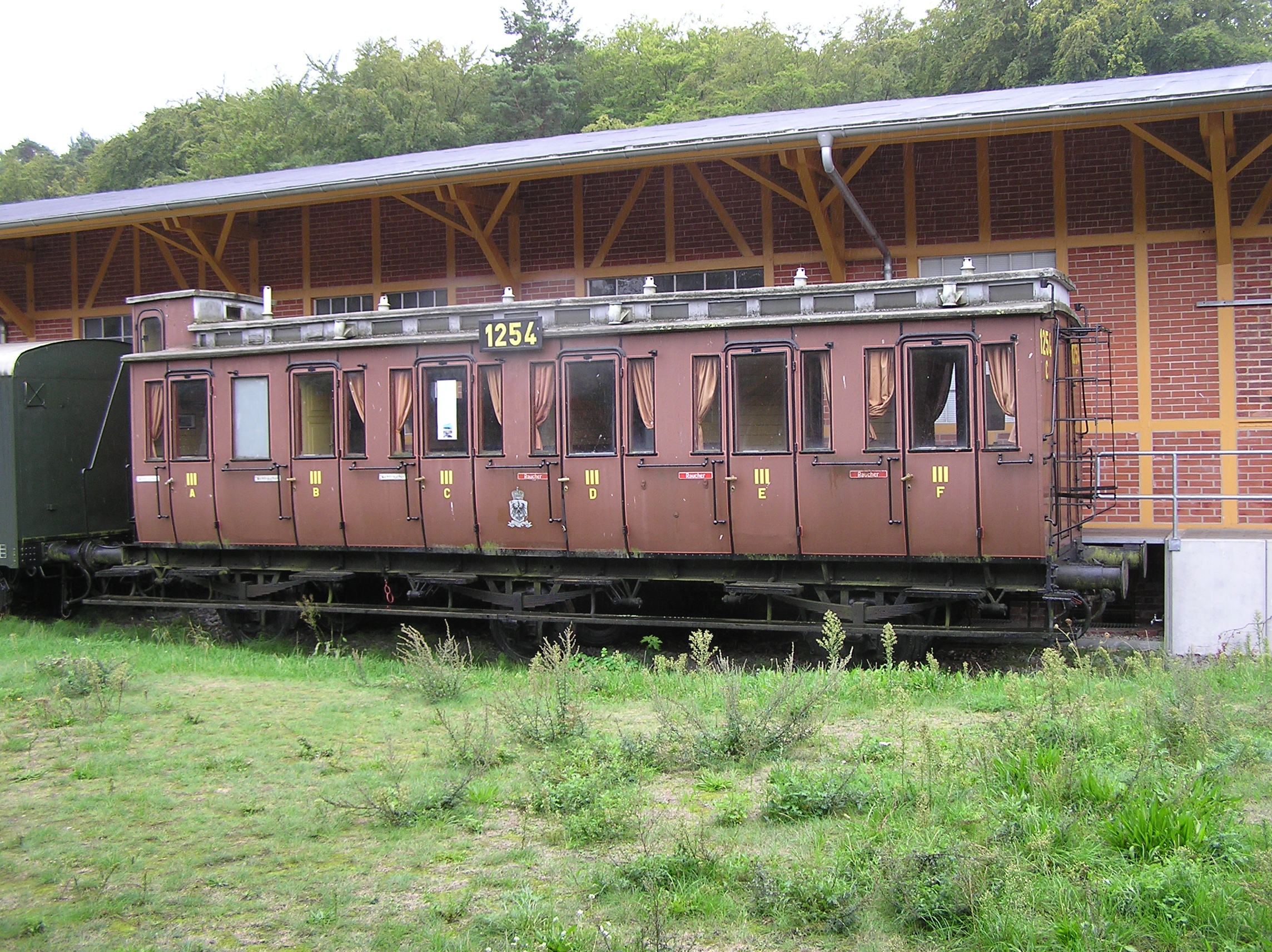
プロイセンのコンパートメント式緩急三等客車、当初からの茶塗装のもの

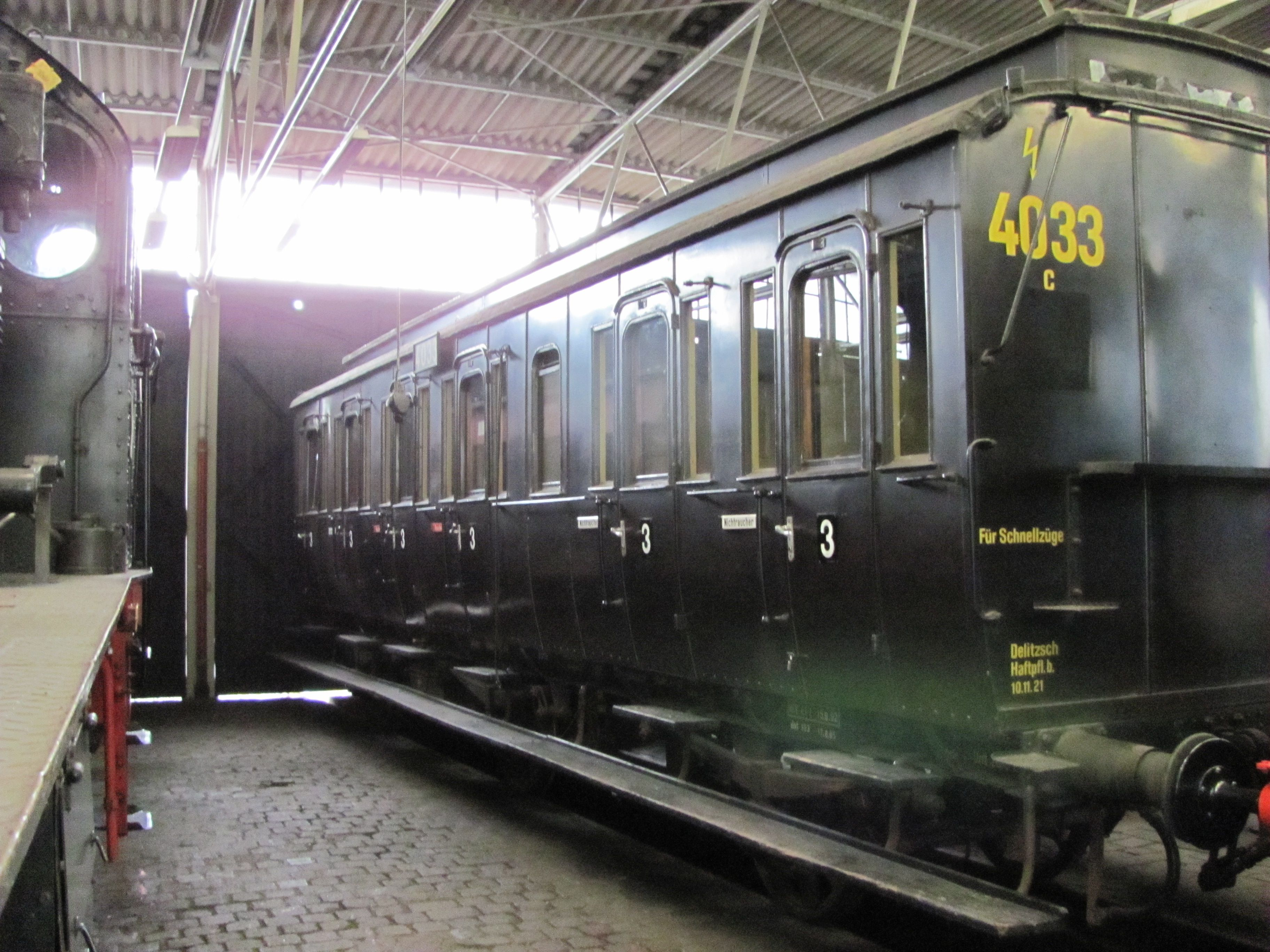
プロイセンのコンパートメント式3等客車、後の緑塗装のもの、ボーフム-ダールハウゼン鉄道博物館

1880年頃までは、2軸のコンパートメント式客車で、車内のコンパートメント間のつながりがなく各コンパートメントに扉があるのが普通であった。国有化の動きが収まる1895年頃からは走行の安定した3軸客車が導入された。トイレへの移動を可能にするために後にコンパートメント間の通路が設置された。標準化が行われ、2軸、3軸そして1895年からは4軸の客車が設定され、これは多くの扉がついている外観から通称「百扉車」と呼ばれていた。
2軸・3軸のコンパートメント客車は当初すべての種類の列車に使用された。急行用客車が導入されると、コンパートメント客車は主要路線や大都市圏における一般列車に使用されるようになった。こうした場所では乗客の乗り降りが素早くできるということが長所であり、また本線の駅では有効な乗車券を持った乗客だけが列車の出発直前にだけプラットホームに入れるようになっていたので、乗車券の確認は車掌ではなく駅員に委ねられるようになった。
1910年から従来の石油ランプからガス灯による照明に切り替えられ、また木造車体から鋼製車体になった。プロイセン邦有鉄道の車両は台車に二重の、後に三重のばねを備えていた。ほとんどの4軸客車は全長18.55 mであった。当初ブレーキはウェスティングハウスの自動空気ブレーキを使っていたが、20世紀になることにクノール式のブレーキになった。手ブレーキは車両の端に設置された制動手室に備えられていた。
| プロイセン邦有鉄道形式 | ドイツ国鉄形式 | 製造年 | 車両数 | 等級別座席数 | トイレ数 | 備考        |
| ---------------------- | -------------- | ------ | ------ | ------------ | -------- | ----------- |
| ABB                    | B4 pr-95       | 1895年 | 350    | 10 / 31      | 3        | 全長18.15 m |
| ABCC                   | BC4 pr-98      | 1898年 | 200    | 5 / 21 / 32  | 4        | 全長18.20 m |
| CC                     | C4 pr-94       | 1895年 | 350    | 80           | 3        | 全長17.88 m |
| ABB                    | B4 pr-02       | 1902年 | 200    | 10 / 31      | 3        |             |
| ABCC                   | BC4 pr-98a     | 1898年 | 200    | 50 / 31 / 32 | 4        |             |
| CC                     | C4 pr-02       | 1902年 | 300    | 76           | 5        |             |
| ABB                    | B4 pr-04       | 1904年 | 350    | 10 / 31      | 3        |             |
| ABCC                   | BC pr-04       | 1904年 | 250    | 5 / 21 / 32  | 4        |             |
| BBC                    | BC pr-05       | 1905年 | 100    | 20 / 48      | 5        |             |
| CC                     | C4 pr-04       | 1904年 | 450    | 76           | 5        |             |
| CC                     | C pr-12/12a    | 1911年 | 650    | 76           | 4        | 全長18.62 m |
| BB                     | B4 pr-18       | 1918年 | 40     | 47           | 3        | 全長19.20 m |
| CC                     | C4 pr-18       | 1918年 | 86     | 76           | 4        |             |

##### 急行用客車

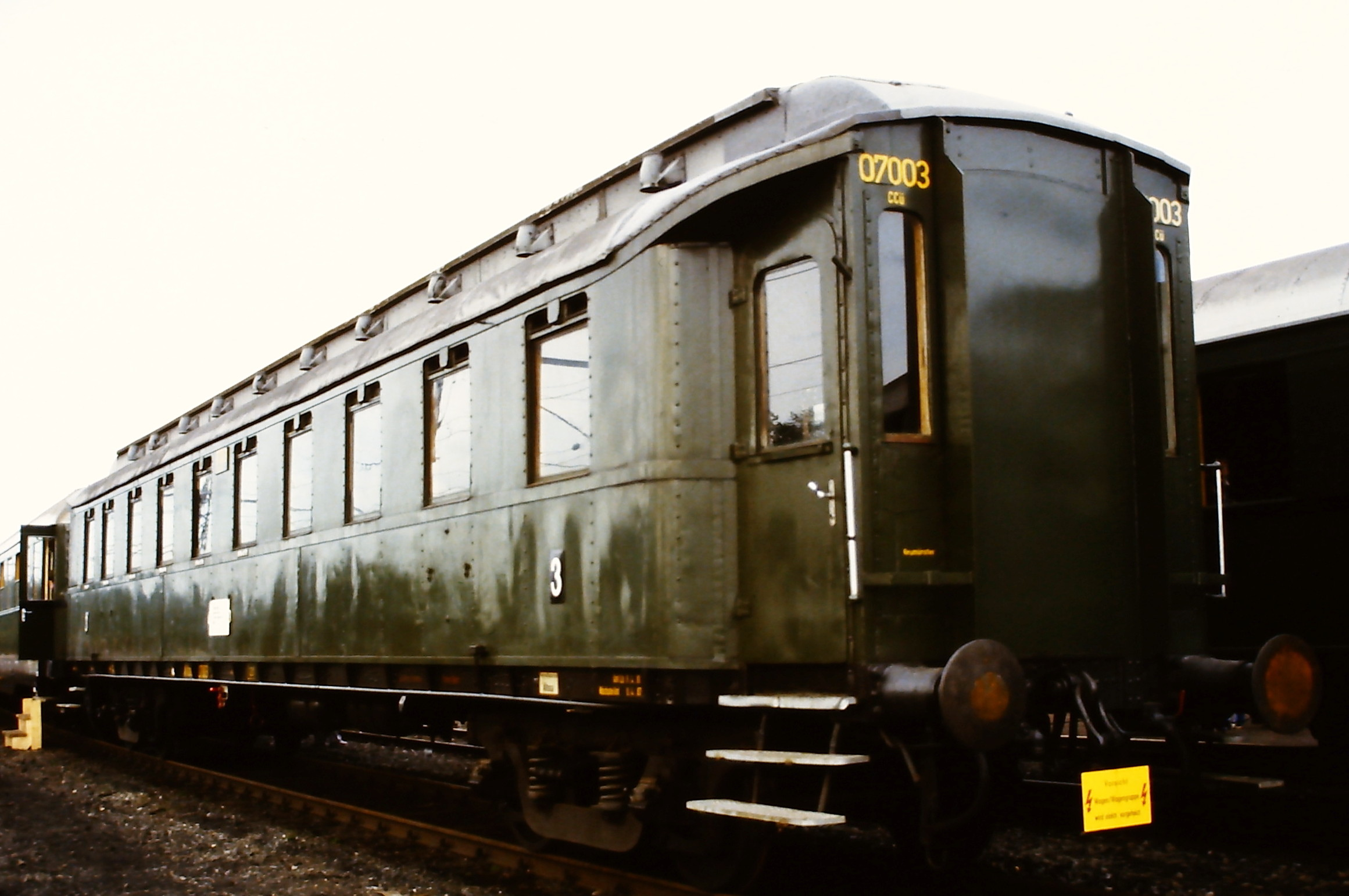
C4ü 07003 (pr 21a)

1880年頃から、急行列車には食堂車が連結されるようになったが、乗客が車両を移動できるのは駅に停車している間だけであった。プロイセン邦有鉄道は1891年に当時としては革新的な車両を導入した。新しい平均全長20.5 mの客車は、アメリカ流のオープンサルーン式とヨーロッパ流のコンパートメント式の長所を組み合わせたものになっていた。2台車4軸の車体に2つの側扉を備えており、各コンパートメントは片側に設けられた廊下を通じてアクセスできるようになっていた。車端のデッキも完全に覆われた構造になっていた。各車両間も貫通路が付けられて列車全体にわたって移動できるようになった。この「貫通した客車」という意味のDurchgangswagenからD客車（D-Wagen）という言葉ができた。Dは、新しい列車種別である急行列車を表すD列車 (D-Zug) にも使われた。この種類の客車は1892年5月1日から、ベルリン＝ポツダム駅 - マクデブルク - ヒルデスハイム - ケルン間で一等・二等客車4両編成で運行開始された。新しいD列車は従来の急行列車に比べて高い快適性を提供した。通常は3等級の客車を連結していたが、そうでないものもあった。
当初は一等車 (A)、二等車 (B) の A4ü型、AB4ü型、B4ü型のみ購入された。新しい列車は一般に歓迎された。このためプロイセン邦有鉄道はすぐに追加のD客車の発注を行った。1894年からはD列車はベルリンから東プロイセンやワルシャワへ三等車を備えた編成で運転された。20世紀に入る頃には中央通路型のオープンサルーン客車も購入され、同様に覆われた貫通路を備えていたためD列車に使用された。コンパートメント客車は夜行列車には好まれたため、オープンサルーン客車は昼行列車に使用された。
これに加えて食堂車や寝台車もD客車の設計で導入された。こうした車両のほとんどはプロイセン邦有鉄道自身で管理運行した。他のドイツ諸邦やヨーロッパ諸国では、国際寝台車会社が各鉄道に合わせた客車を製造・保有して責任を持つことが一般的であった。荷物車や郵便車もD客車の設計で製造された。
1893年から1901年にかけて、バイエルン、オルデンブルク、ザクセン、プロイセンの邦有鉄道は4軸客車に似ているがやや短い3軸の急行客車を購入した。プロイセンは、もともとバイエルンで開発されたAB3ü型を22両発注した。しかしこの客車はD列車ではうまく運用できず、短期間で運用から外された。
20世紀初頭には、プロイセン邦有鉄道はより安定した走行を求めて6軸D客車に移行した。アメリカのペンシルバニア鉄道で導入された方式の台車が1909年から使用され、白鳥の首のような釣り合い梁から白鳥首台車と呼ばれた。
1913年から1922年までの間には、合計984両の各種客車を購入した。

#### 貨車
プロイセンは、他のすべての邦有鉄道を合計したよりも多数の貨車を保有していたため、ドイツにおいて貨車の開発製造の方針を指し示す役割をした。主要車種はNormalieに示されている。